# 反對逃犯條例修訂草案運動過程 (2019年8月)
反對《逃犯條例》修訂草案運動在2019年8月激化，示威者與警方武力升級。同時示威者亦在香港國際機場發起行動，以使國際社會關注運動。
| 2019年          | 尚未開始 | 尚未開始 | 3月至6月 | 3月至6月 | 3月至6月 | 3月至6月 | 7月 | 8月 | 9月    | 10月   | 11月   | 12月 |
| 2020年          | 1月      | 2月至4月 | 2月至4月 | 2月至4月 | 5月      | 6月      | 7月 | 8月 | 9月    | 10月   | 11月   | 12月 |
| 2021年          | 1月      | 2月      | 3月      | 4月      | 5月      | 6月      | 7月 | 8月 | 9-11月 | 9-11月 | 9-11月 | 12月 |
| 2022年1月或以後 |          |          |          |          |          |          |     |     |        |        |        |      |

## 1日

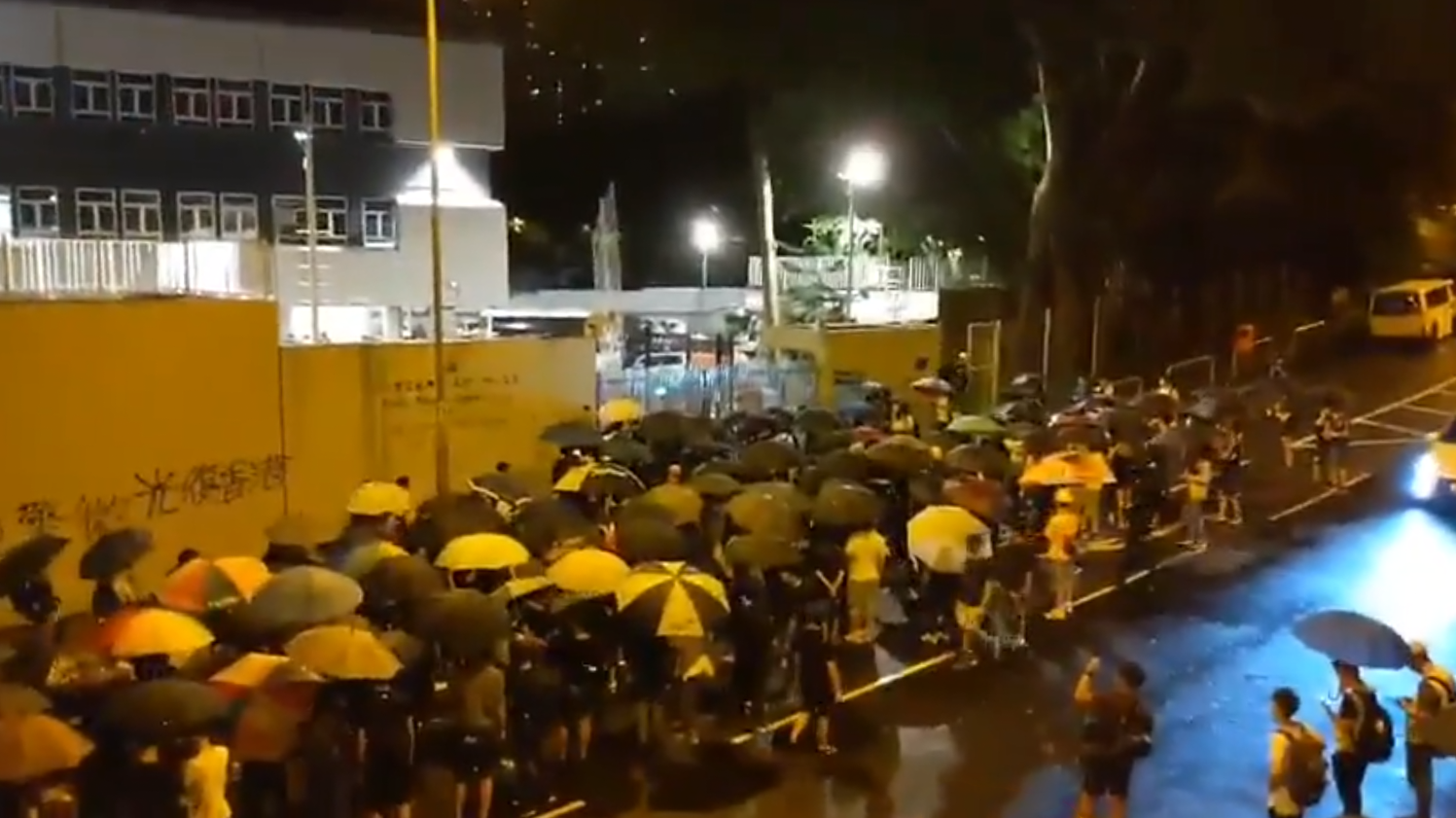
數百名示威者到馬鞍山警署聲援香港民族黨前召集人陳浩天

8月1日晚上，警方在火炭喜利佳工業大廈一個單位內撿獲一批武器，並拘捕7男1女，包括香港民族黨前召集人陳浩天，引發過百名市民冒雨到沙田警署外聲援和破壞警署外部。其後，公民黨立法會議員譚文豪了解被捕人士在馬鞍山警署後，到8月2日凌晨轉而該處包圍。到凌晨3時，大批防暴警察增援，市民立刻散去，其間未有發生衝突，沒人被捕。其後在8月2日晚上的警方的驅散行動，包括在無預警下向行人天橋的市民發射數發胡椒球、擅闖私人屋苑企圖拘捕住客和帶走一名在附近騎單車男子的行動，引起市民強烈不滿。
4名涉案男子在2022年3月被正式起訴，並先後獲准保釋，他們於2023年5月19日在區域法院承認「管有爆炸品」及「在公眾地方管有攻擊性武器」共 4 罪，押後至 6 月 13 日判刑。案情指警方隨後於第4被告寓所內，發現一封名為「給各位的家書」的文件，提及「港獨」的訊息。辯方求情時採納書面陳詞，補充指各被告案發時沒有案底，第 3 被告自知犯下嚴重錯誤，感到羞愧及悔恨，現時努力改過，望成為一個更好的人。針對第 4 被告，辯方指他承認寫下上述信件，認同案發時抱有不正確的政治看法，但已忘記了當時的寫信原因。辯方強調，信件無法整體地解釋犯案動機，相信不會對其他被告造成影響。法官提出關注指，反修例案件眾多，但並非每一宗都如本案一樣，上升至「香港獨立」的層次，無可否認本案關於「港獨」的訊息較強。法官又指，由於需時等候專家報告譯本，遂押後至 6 月 13 日判刑，期間除第 2 被告外，其餘被告均須還押。到判刑當日，區域法院法官郭啟安指，當時《國安法》未實施，故相關證據只用作事實背景，以理解被告犯案動機，不會納入加刑考慮。他指，案發單位如「武器工具庫」，其中行山杖、球棒落在暴徒手中可使他人受傷，而涉事物品不排除供「暴徒」使用，屬加刑因素，又指當中一人為涉事單位租客，為不法工具提供收藏地方，刑責不輕。最後被判監禁 1 年 4 個月至 3 年 2 個月。

## 2日
自7月21日元朗發生無差別襲擊事件後，多個政府部門公務員發公開信質疑警方濫權及批評政府多日內未回應市民的五大訴求。有公務員發起於8月2日晚上7時於中環遮打花園發“8·2 公僕仝人，與民同行”集會。主辦單位宣稱有4萬人參加，警方說高峰期有1.3萬人。

## 3日

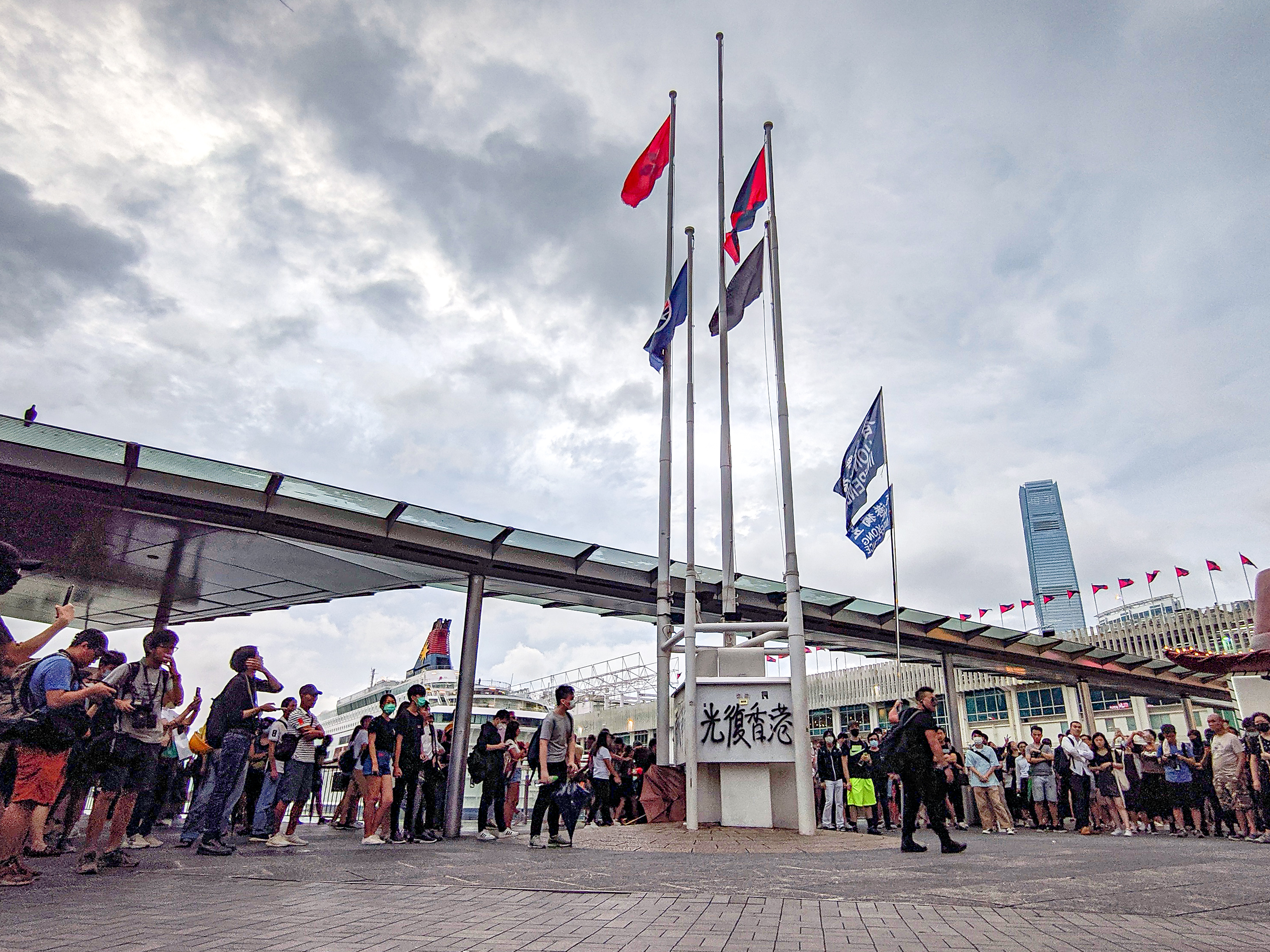
示威者将海港城五支旗桿上的中华人民共和国國旗拆下並丟入維多利亞港，其后有人舉「香港獨立」旗幟

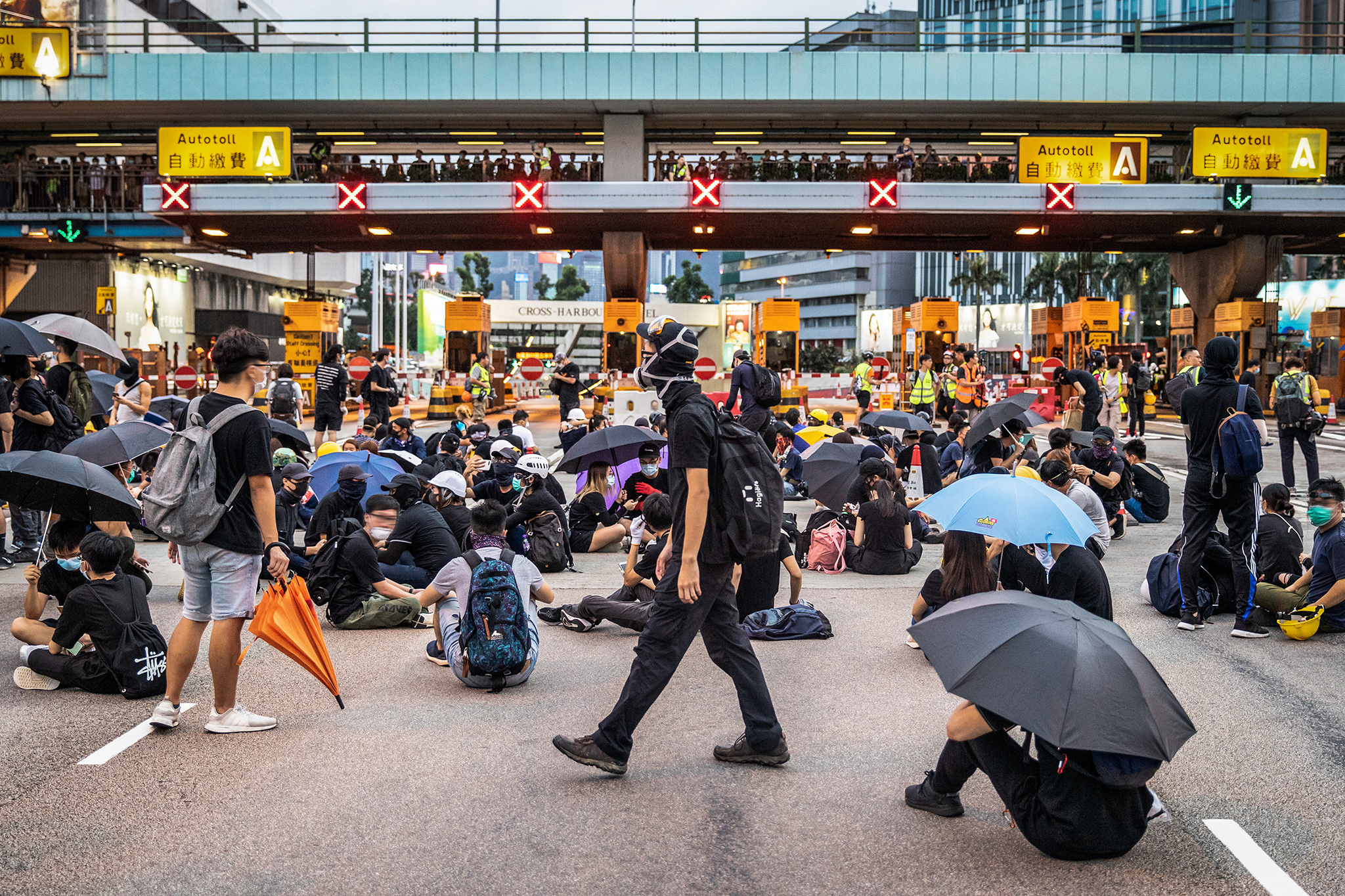
傍晚，約200名示威者佔領紅磡海底隧道收費廣場

2019年8月3日，網民發起在九龍進行遊行，原定遊行路線本為由大角咀晏架街遊樂場遊行至110米外的櫻桃街公園，以「五大訴求」為主題，包括2020年普選立法會。也有大量市民由大角咀走至旺角，再兵分三路至尖沙咀、紅磡及黃大仙聚集和示威，至翌日凌晨散去。旺角亞皆老街、紅磡海底隧道、尖沙咀碼頭、黃大仙一帶交通短暫癱瘓，在翌日凌晨警察撤走後，交通恢復正常。活動主辦方稱共有12萬人參與，警方稱最高峰人數為4200人。

### 中國國旗被破壞
「旺角再遊行」結束後，多名身穿黑衣的蒙面青年在尖沙咀海港城「五支旗桿」处降下中華人民共和國國旗后并随即扔入海中，隨後翌日早上，中國中央電視台報道有過百人重新掛起國旗，但8月5日傍晚在同一位置再次發生國旗被扔事件，到同日晚上11時被人重新掛起。8月7日，海港城管理公司暫時封閉旗杆。而九龍倉集團在8月12日晚發出聲明，強烈譴責中國國旗被破壞事件，認為是「對祖國及全國14億同胞不敬」，表面會全力協助警方追究。而前行政長官、時任全國政協副主席梁振英在8月4日於其facebook專頁強烈譴責事件，懸賞100萬元緝捕拋國旗落海的示威者。
到8月14日，警方組織罪案及三合會調查科人員拘捕四男一女，年齡介乎20至22歲，涉嫌串謀侮辱國旗。

### 北戴河會議召開
8月3日，受中共總書記習近平委託，中共中央政治局委員陳希在北戴河看望慰問暑期休假的專家，並致問候。主管科教文衛的國務院副總理孫春蘭一同看望慰問。由於正直中美貿易戰以及香港反對逃犯條例修訂草案運動浪潮，香港問題和中美貿易戰成為了本次會議的主要討論內容。但是有傳言中共高层在香港问题和中美贸易战上與政治元老存在重大分歧，政治元老都不赞成对香港动武和镇压，前中共總書記胡錦濤更是警告當局千萬不要成為香港的「狠角色」，在處理中美贸易战上，元老们也有很多不认同的地方，最終雙方無法達成共識。

## 4日

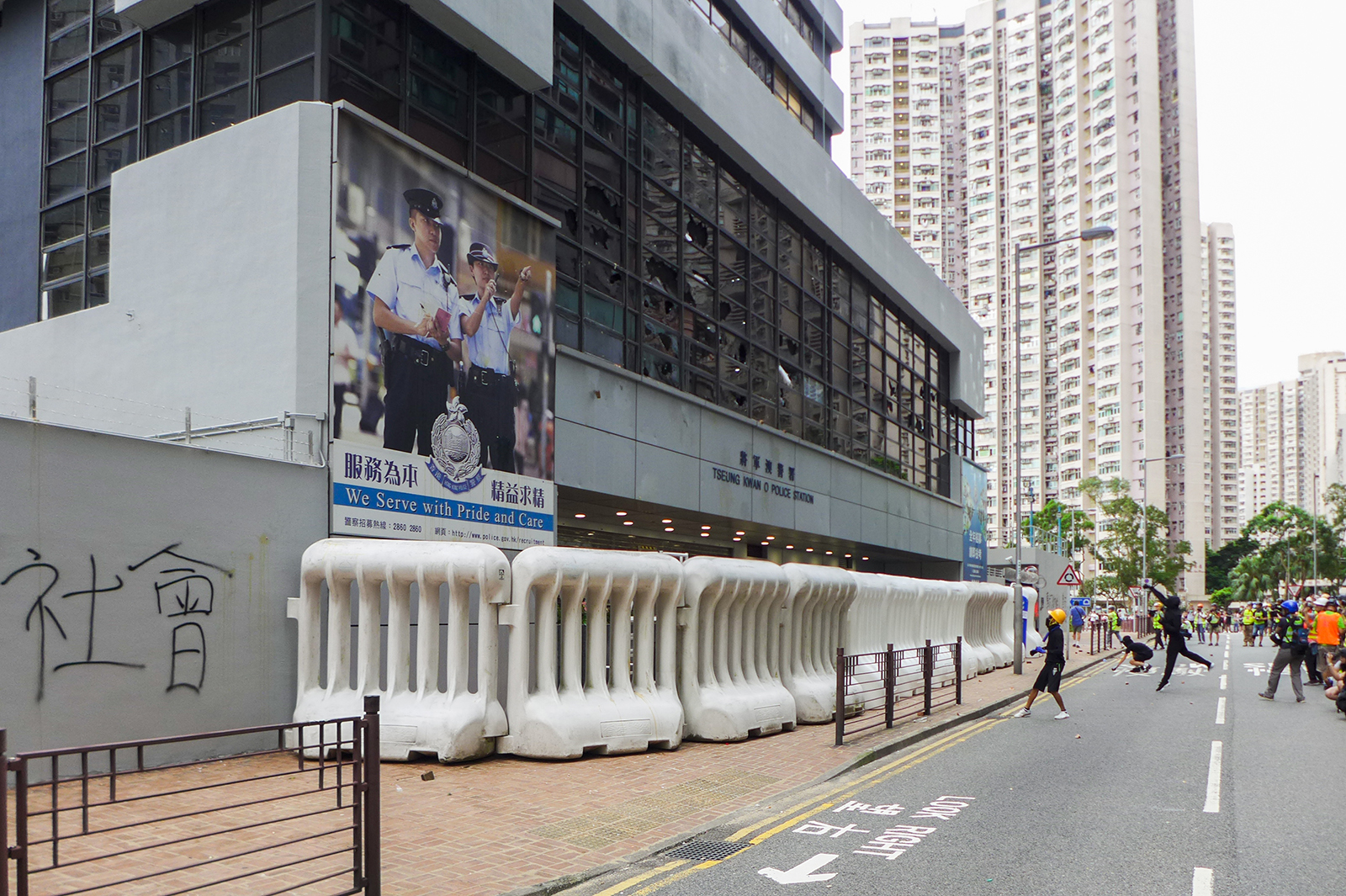
下午5時多，示威者到將軍澳警署外聚集，有人向警署投擲雜物

民間發起於將軍澳及港島西遊行，只有前者獲發不反對通知書。
將軍澳遊行後，有示威者向將軍澳警署投擲雜物，又破壞警署玻璃窗，其後自行散去。晚上，有人佔據馬路和拆除交通燈，警方到場清場。期間，多人於附近指罵警員，呼喊「黑社會」等口號。11時多，防暴警察推進期間，一名男子被警員一棍擊中頭部，頭破血流，但未有被捕。其後，超過一千人包圍將軍澳警署示威，要求警方交代，防暴警察其後推進，示威者隨即散去。

## 5日

### 香港三罷行動

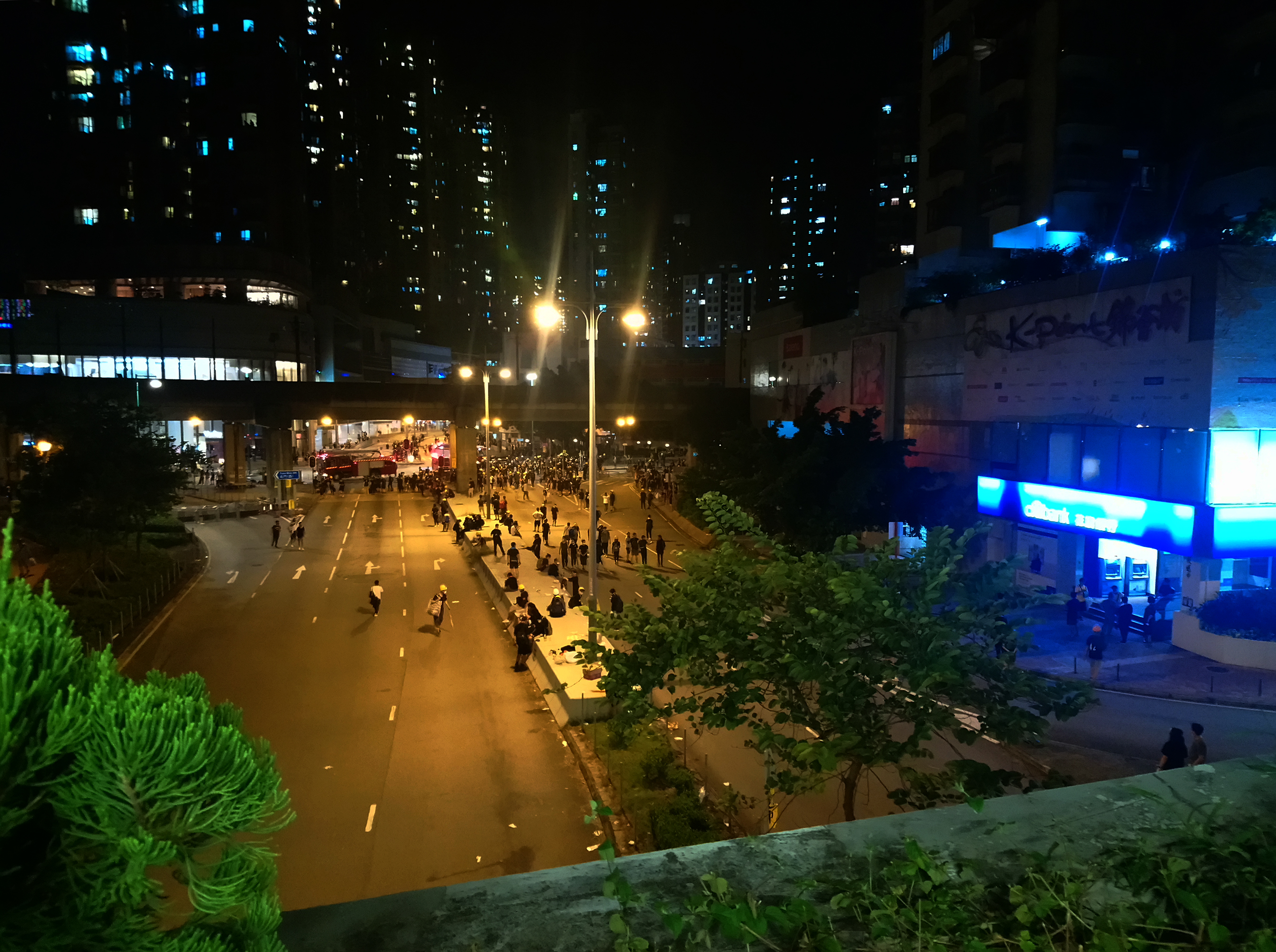
示威人士在屯門鄉事會路一帶聚集抗議

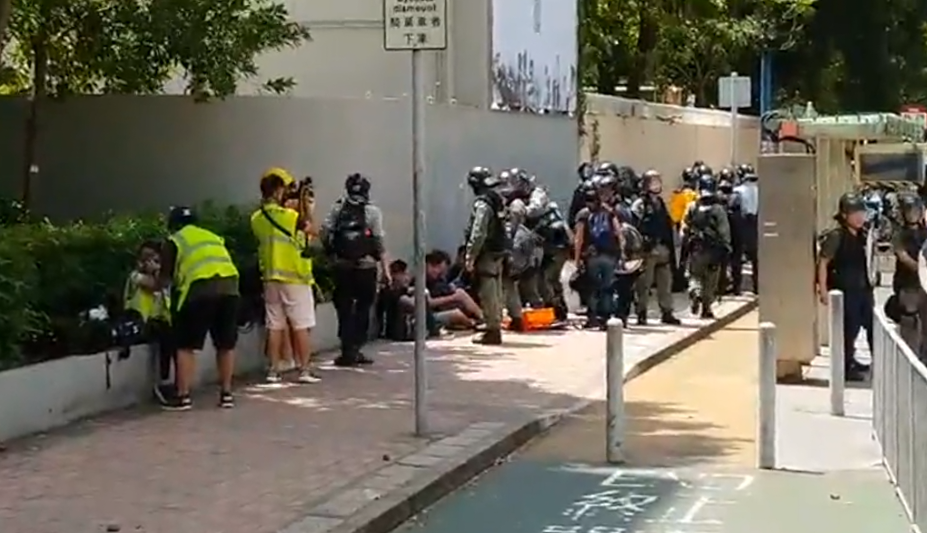
有76名示威者在天水圍警署門外聲援期間，被防暴警拘捕

2019年8月5日三罷（罷工、罷課及罷市）行動，又稱「8‧5三罷」，是2019年8月5日香港市民反對修訂逃犯條例自發的集會及佔領街道運動。當天的港鐵不合作運動是歷來最大規模，造成影響最大，共造成8條鐵路線路服務受阻，其中觀塘綫及荃灣線全線、港島綫來往上環站至柴灣站列車服務一度暫停。
警方亦進行大規模清場行動，施發800枚催淚彈、140枚橡膠子彈及20發海綿彈驅散。而且拘捕148人，最年輕一人僅13歲。當中有76名示威者在天水圍警署門外聲援期間，被防暴警拘捕，有人受傷。

### 地產經紀被控藏械
一名39歲地產經紀途經秀茂坪紀律部隊宿舍附被警員截停搜查，發現藏有卡片摺刀、萬用匙及一把圓頭剪刀。其後警方搜查住所亦搜出多把開信刀、廚房刀、剪刀及50把短刀。之後被裁定管有違禁武器、攻擊性武器、刑毀罪成。雖然被告指上訴人早於2017及2018年反修例運動前在網上選購有關物品，計劃做網上買賣。不過原審裁判官拒絕接納，被判監禁32個月。其後他作出上訴，到2021年1月4日，高等法院法官李運騰撤銷其中兩項定罪，惟其餘控罪上訴失敗，減至監禁18個月。

## 6日

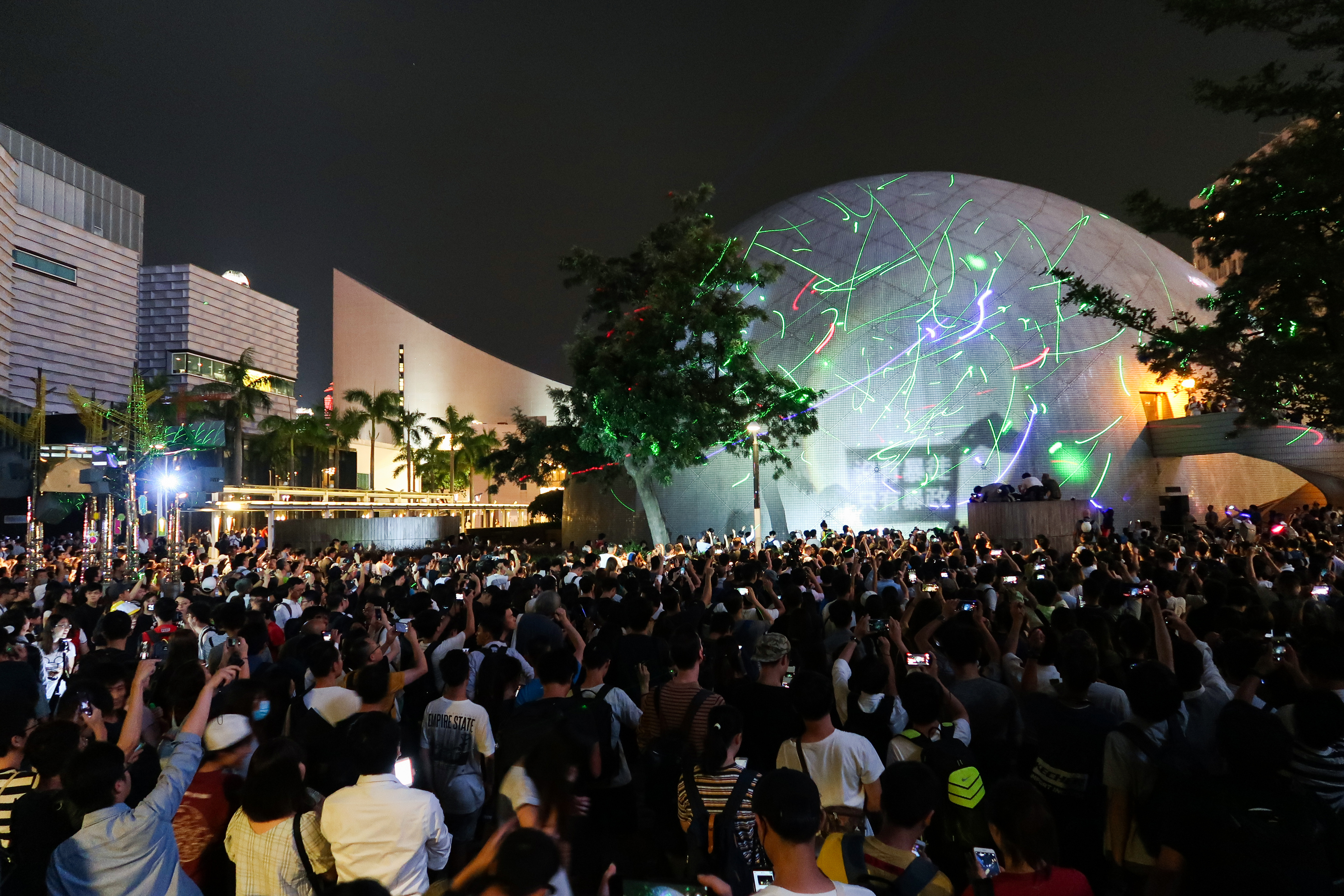
8月7日晚上8時，逾千名市民在尖沙咀香港太空館外發起「全民觀星」活動，手持激光筆射向樹木、太空館和香港藝術館外牆

8月6日，時任香港浸會大學學生會會長方仲賢在深水埗購買10枝激光筆後，遭5名休班便衣探員指其涉嫌藏有攻擊性武器，並將其拘捕。事件引發大批市民和學生包圍深水埗警署抗議。警方在晚上11時25分，在警署內施放20枚催淚彈驅散警署外的人群。其後更採取拘捕至少6名市民，涉阻礙警務人員執行職務。當中包括一名路過的夜更清潔工人，獲准保釋後要守宵禁令。到2022年2月初，他被裁定管有攻擊性武器罪脫，但抗拒警員和妨礙司法公正罪成，到同年4月被判入獄9個月。
當日沙田區議員黃學禮因在深水埗因阻擋警員追捕一名黑衣人而被拘捕，其後到2020年5月8日再被拘捕，正式落案起訴「阻差辦公」罪，2020年5月22日於西九龍裁判法院提堂。到2021年3月，裁判官劉淑嫻認為他是巧合阻礙警員去路，亦不會知道警員計劃追捕他下，裁定罪名不成立。

## 7日
8月7日晚上8時，逾千名市民在尖沙咀香港太空館外發起「全民觀星」活動，手持激光筆射向樹木、太空館和香港藝術館外牆。同時不停大叫「無着火喎」（沒有着火啊）、「講大話」（撒謊）。

## 8日
到8月8日晚上，方仲賢獲無條件釋放，但警方曾進入方仲賢位於西貢的住宅搜查屋子逾1小時，最後沒有帶走任何物品。

## 9日
盂蘭節將至，有網民在8月9日發起在沙田和黃大仙進行「全港超幽佈施祈福除惡盂蘭燒衣晚會」，號召街坊到街上燒衣，並表明該活動為宗教集會。到凌晨12時30分，警方在黃大仙進行清場，15人被捕，當中至少4名為正進行燒衣的街坊。
2019年8月9日至8月11日，網民發起「萬人接機」集會，在香港國際機場透過靜坐等和理非手段向旅客宣傳反送中。香港機場管理局罕有地針對集會時間實施管制，集會期間只准許持有登機證或機票旅客進出離境大堂的旅客登記行段。有多位機組人員及地勤批評機管局安排，指不排除會令部份機組人員未能準時報到，隨時變相「逼人罷工」。而部分市民及旅客亦認為多此一舉。

## 10日

### 大埔區遊行
雖然被警方反對，主辦方在上訴失敗後決定將遊行取消，但大埔區市民仍然自發上街。事後遊行人士和平散去，警方在大埔並無發出催淚彈，亦無人被捕。而在大埔遊行後，示成者繼而轉至多區繼續進行快閃式堵路，和包圍警署等行動，例如沙田、大圍、尖沙咀等。示威者以激光筆射向警員，警方則以催淚彈還擊，驅散示威者。結果當日警方共發佈6則新聞稿，三度讉責示威者。

### 全民撐警日
「守護香港大聯盟」發起「全民撐警日」活動，呼籲市民當天穿上藍色衣服，並偕同親友前往附近警署，向警務人員表達支持。

### 拘捕及提堂
警方當日拘捕1名女子，原訂於2019年8月12日提堂，但因留院延至2019年8月13日於九龍城裁判法院提堂。
28診郭姓空中服務員被控1項襲警罪，控罪指被告於2019年8月10日於尖沙咀彌敦道與加連威老道交界，襲擊警員朱冠強。控方申請延後以便警方調查獲准，被告獲准以3000元保釋，並要遵守宵禁令。
案件押後到10月9日再訊。

## 11日

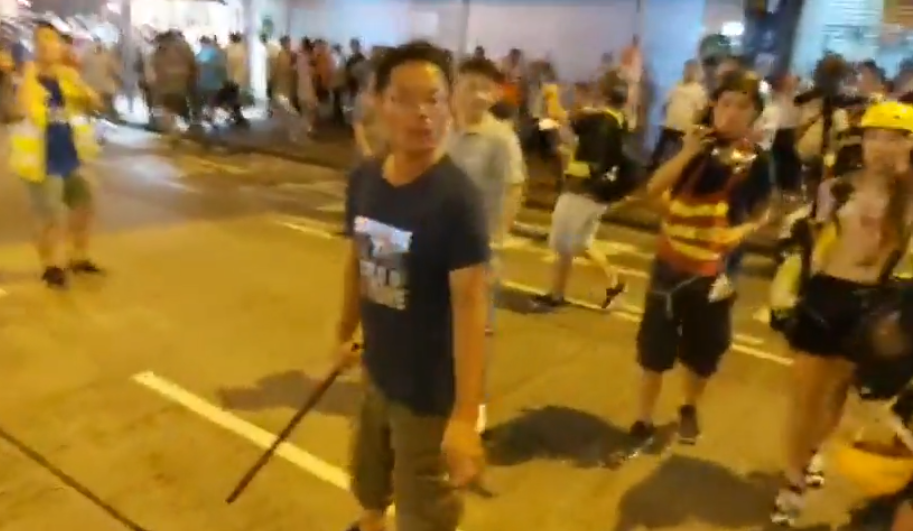
晚上約7時45分，北角英皇道富臨皇宮外，一名黑衣戴口罩男子行經上址時，被十多名穿着不同顏色上衣的中年漢包圍。並向他拳打腳踢。記者嘗試以燈腳抵擋，反被施暴者奪去充作武器，過程中香港電台及《立場新聞》記者同遇襲受傷

由於深水埗和港島東遊行均不獲不反對通知書，所以改為集會。示威其後演變為多區快閃圍堵行動，包括在銅鑼灣、灣仔、尖沙咀、深水埗、長沙灣、荔枝角、美孚及葵芳進行佔據。而警方亦改變佈防策略，大舉使用武力拘人，並被市民和多個團體強烈譴責警方行動不合法亦不恰當。包括在港鐵站內施放催淚彈和疑似有警察假扮成示威者施暴，襲擊市民、警察及刑事毀壞，煽動衝突後進行釣魚式拘捕。事後引發市民在太古、西灣河、黃埔和沙田一帶進行抗議罵警。其中沙田有大批防暴警察在場驅趕聚集的市民，有10人被拘捕。
另一方面，在北角有福建籍人士現身支持警察和攻擊疑似穿黑衣的人士，而荃灣則有白衣人「監視」途人。期間有多輛警車及警員巡邏，但無人被拘捕。
當天有一名女士右眼受傷，事實中其右眼是被警方發射的布袋彈擊中。多間傳媒亦拍攝到傷者脫下眼罩前，眼罩破裂位置攝有布袋彈。警方在警方记者会中表示暂无法确定受伤原因，有關片段有參考價值，但未達在法庭使用標準。央視新聞網報道這一事件時，制造假新聞声称右眼被布袋彈所傷的女子不是被警察用布袋彈、更指是被同伴用钢珠擊中眼睛，並稱該受傷女子曾負責派錢給示威者，種種謊言幫香港警察開脱。這一假新聞當天亦被中國內地各大媒體、網站、論壇報道，並登上了微博熱搜榜。

## 12日

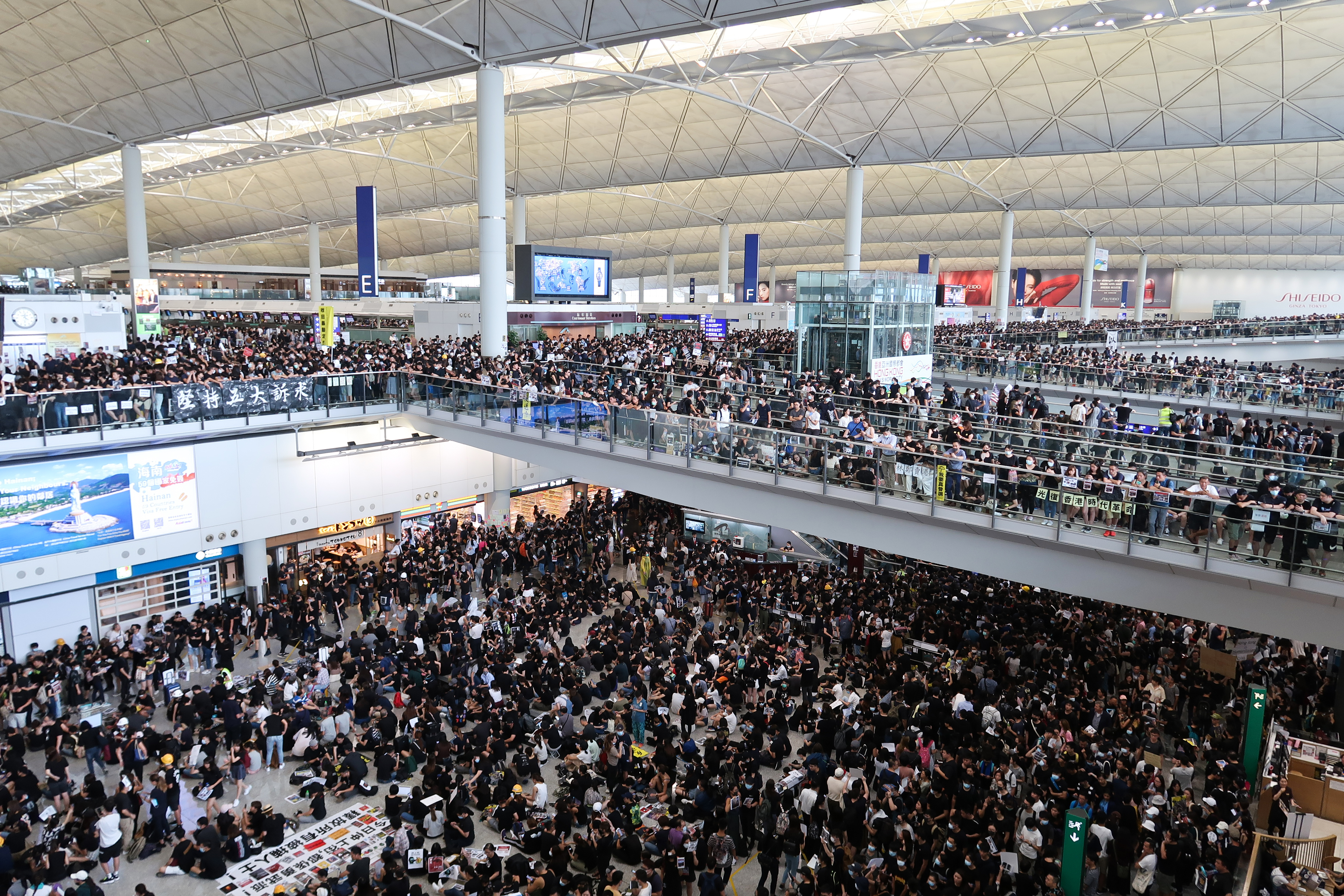
近萬名示威者響應「警察還眼」集會，接機和離港大堂迫滿人群

### 香港國際機場「警察還眼」集會
因爲在8月11日晚上有一名女士疑似被警方發射的布袋彈擊中右眼，過千名示威者到香港國際機場參加集會，人潮迫滿一號客運大樓接機和離港大堂。往機場交通幾乎被完全堵塞，部份市民選擇徒步進入機場。至於限制進出離境大堂的措施則繼續生效。機管局稱運作嚴重受阻，下午3時半宣布晚上6時起限制飛機升降量。4時30分更宣布除已完成登機程序的離港航班及正前往香港的抵港航班外，當日其餘所有航班全部取消。到傍晚，有傳警方即將清場，加上國泰城緊急疏散其職員離開。集會人士感到擔憂，紛紛離開機場。往市區機鐵站及巴士站有大批市民等候，不少人更選擇步行前往東涌。亦有熱心司機義工接載市民出市區。到晚上機場大致平靜，仍有幾百人聚集，而澳洲駐港總領事館職員在場協助當地公民。
機管局在8月13日晚上向法庭申請臨時禁制令，進入機場客運大樓的人士需要向保安出示護照、機票或登機證等文件。有在場市民對有關安排表示鼓譟，批評「為何香港市民不能自由進入機場」。

### 示威者在沙田警署外聚集
晚上，沙田警署正門、附近的禾輋邨天橋、對出的禾輋街及豐順街交界有約百多名示威者和街坊聚集。期間一批示威者在禾輋邨用雜物堵路，亦有人向警署照藍綠色激光及擲物，警方在警署發射3枚催淚彈驅散，其行動引起大批居民不滿。到凌晨，防暴警衝出警署外制服並拘捕17人，將他們帶入警署。當中有15人拒絕保釋。經調查及徵詢律政司意見後，到2020年4月14日拘捕7名男女(18至26歲)，被控一項「非法集結」。據悉，其中1人為海關督察，而1名22歲男子同時被控以一項「無牌管有無線電通訊器具」罪。案件2021年4月26日在沙田裁判法院開審，一名任職助理工程師承認非法集結罪候判。

### 黃埔花園和屯門青山警署警民衝突
晚上，黃埔花園居民不滿有防暴警察在區內布防，他們要求警方離開。居民一度包圍警車，有人用腳踢警車車身。警方一度舉起藍旗，指他們或涉非法集結。而凌晨時分，不少街坊在屯門青山警署外聚集。民主黨中委陳樹英到場協助時突然情況混亂，她被警方拘捕。

## 13日

### 中國內地游客遭包圍毆打
8月13日傍晚，一位名為徐錦煬的中國大陸遊客被集會人士懷疑身份而遭到包圍，並搜出身上物品，當中包括兩截木棍、住址为广东省深圳市的中华人民共和国居民身份证及往来港澳通行证; 示威者又从网上搜索到该人姓名列在一份深圳市公安局福田分局的辅警招聘政审合格人员名单内，示威者因此怀疑這名旅客是深圳公安而圍打。晚上約9點，雖然有救護員到場協助，男旅客亦呼吸困難而暈倒。但示威者仍阻止醫護人員將他送醫救治，以及追打護送該內地旅客送醫的警員，他被示威者擾攘两三个小时，至晚上10時45分才能送出機場。
有示威者事后接受香港商業電台節目《在晴朗的一天出發》訪問，指他监察示威者且“凶神恶煞”、拿出用纸包住的疑似警棍条状物挥动，被询问时逃跑、自称游客而没有机票且几小时内前后说法不一，被要求出示手机时卻删除微信信息，并被发现疑似传送暗号和示威者动向的群组（之后被踢出），后来又搜出双截棍，有理由怀疑他并非普通游客或送行者。
當这名遊客送上救護車後，大量示威者突然衝出客運大樓外，以大量手推車阻止警車離開，並圍打最前沿的警用中型小巴，後排警車內的防暴警察出動驅離示威者。一名警員在機場大堂內試圖制服女性示威者時，被蜂擁而上的示威者圍打並被迫在牆角上，手上的警棍以及胡椒噴霧被示威者搶走，該名警員後持槍示警才趕走示威者。驱散中亦有示威者倒地受傷。警察拘捕5人后离开機場。徐錦煬最後被送往瑪嘉烈醫院。

### 中國內地記者遭包圍毆打
在8月14日凌晨，穿着记者反光衣但声称自己是游客的中國環球時報記者付國豪手持過期的香港入境處發出的逗留香港許可，以及不可在香港從事有薪或无薪工作的往來港澳通行證（雙程證），但仍然在近距離拍攝示威者在佔領禁區期間的行動，而被质疑时未能出示记者证（声称尚未获发），而根據中國《新聞記者證管理辦法》指出記者必須主動出示記者證，在中國記者身份官網也查閱不到其身份登記，因此被怀疑是假冒记者及逾期逗留而遭到他們以「行使公民拘捕權」為由包圍，並用大量索帶固定在一輛手推車上，該記者被搜出有「我愛香港警察」的蓝色衣服和警察名片，該記者又被發現持有的信用卡與證件上的名字不符，被懷疑是國安人員，及後他繼續公開宣揚自己支持香港警察而被示威者進一步毆打， 救護員試圖將該記者送上救護車時，也被示威者阻攔以及被追打。经过一小时左右才由救護員帶離客運大樓及送上救護車。付國豪被送往北大嶼山醫院治理。

## 14日

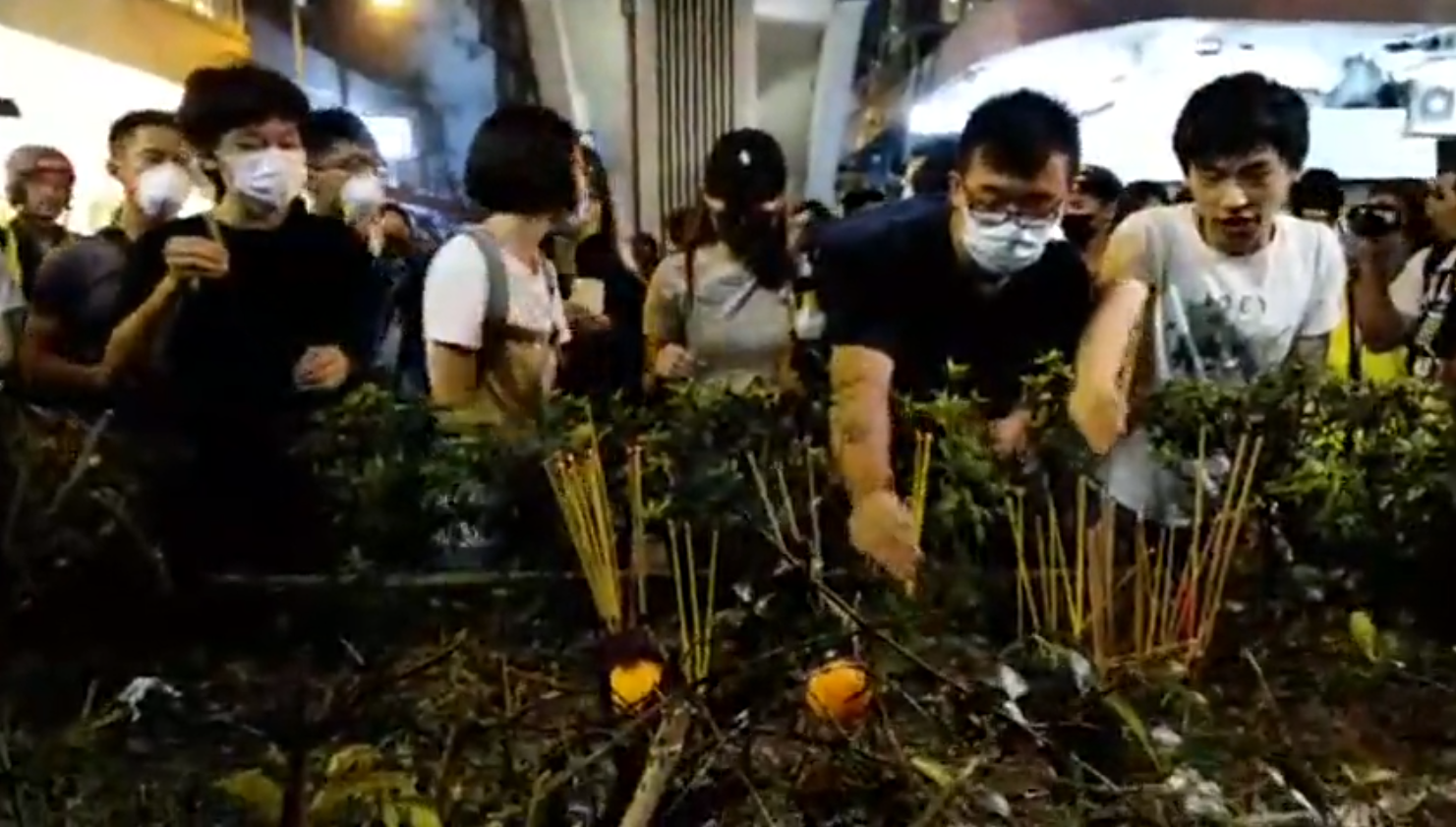
市民在深水埗欽州街路旁上香

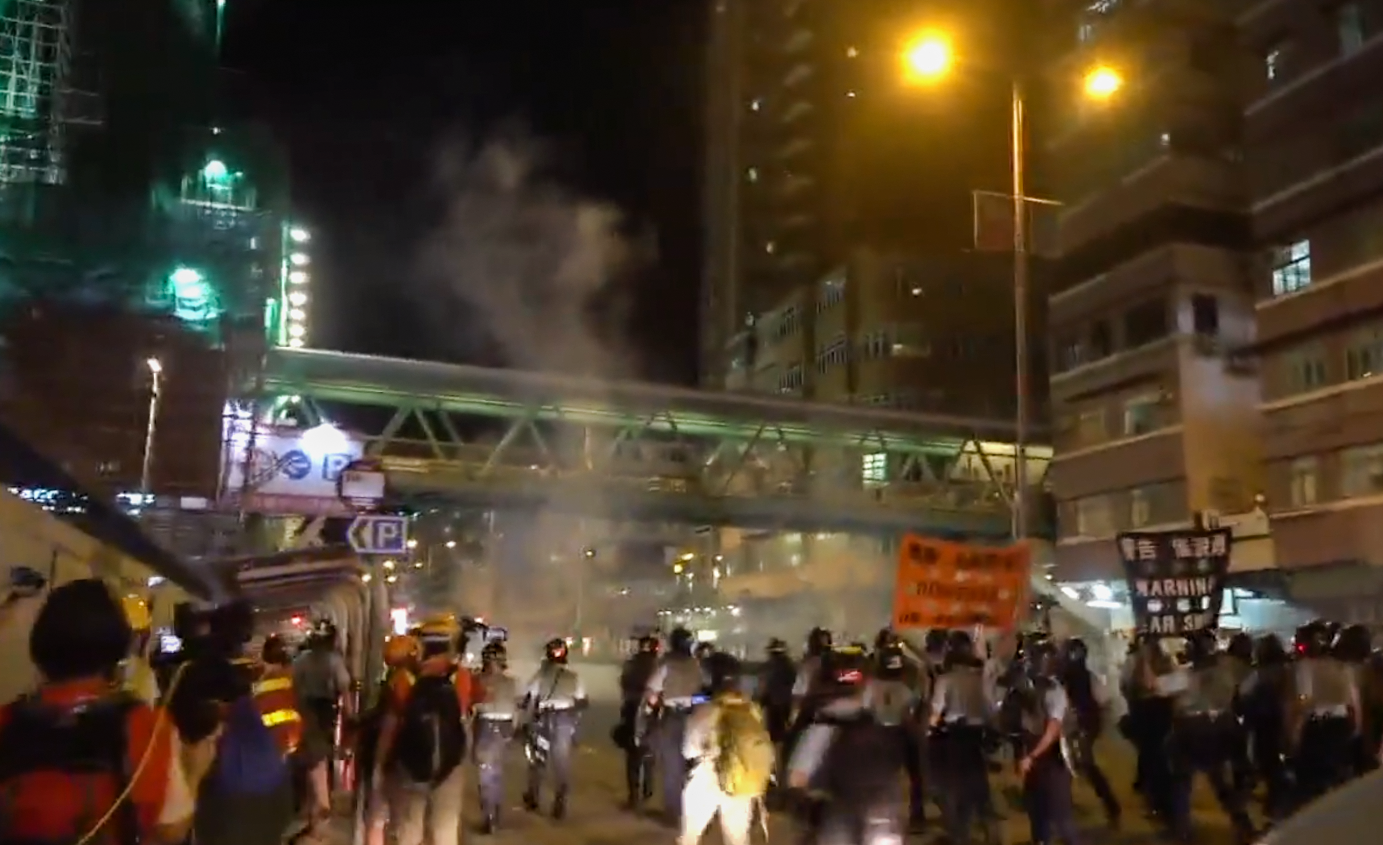
警方在欽州街施放催淚彈驅散

晚上8時，網上有約700人響應到深水埗警署外燒街衣，部分人不斷以雷射筆照向警署外牆和警員。到晚上8時40分，警方要求他們立即停止有關行為，並離開現場。晚上9時許至11時，警方合共施放35枚催淚彈驅散。其後欽州街、大南街及鴨寮街等內街多條道路雖然沒有示威者，但仍用催淚彈，結果周邊瀰漫白色毒煙。
催淚煙亦引致多家食肆和商戶受影響，有員工表示有不少食物報銷，其後大聲指罵警員亂射催淚彈。一名駕駛九龍巴士98C線的車長到尾站美孚總站後表示不適，需召救護車送院。而住於北河街的8樓住戶批評警方無差別發放毒氣，質疑想謀殺香港市民。
除了深水埗外，大埔、北區、天水圍、屯門等地區，當日也有類似活動。

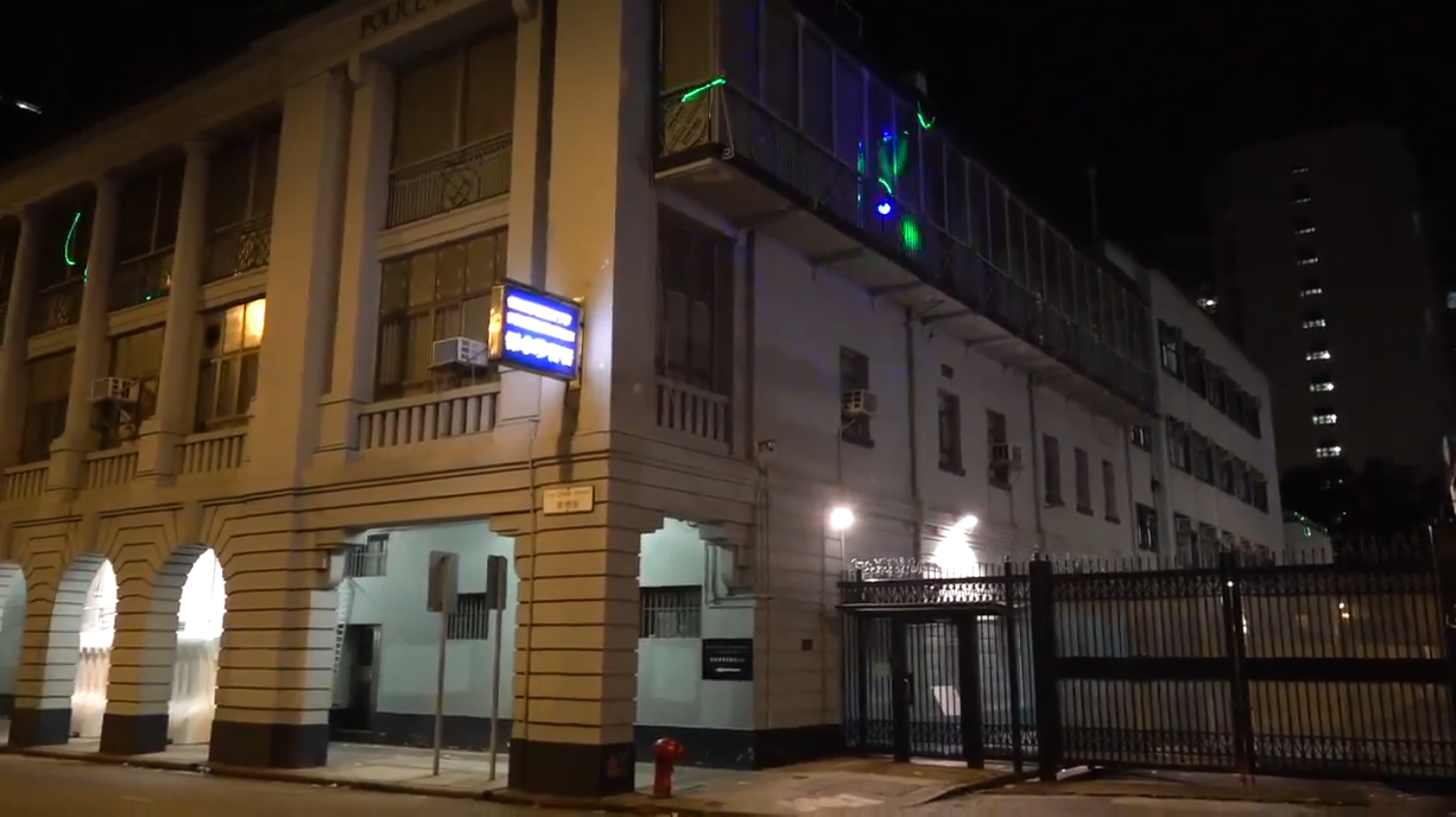
有人以雷射筆照向深水埗警署外牆
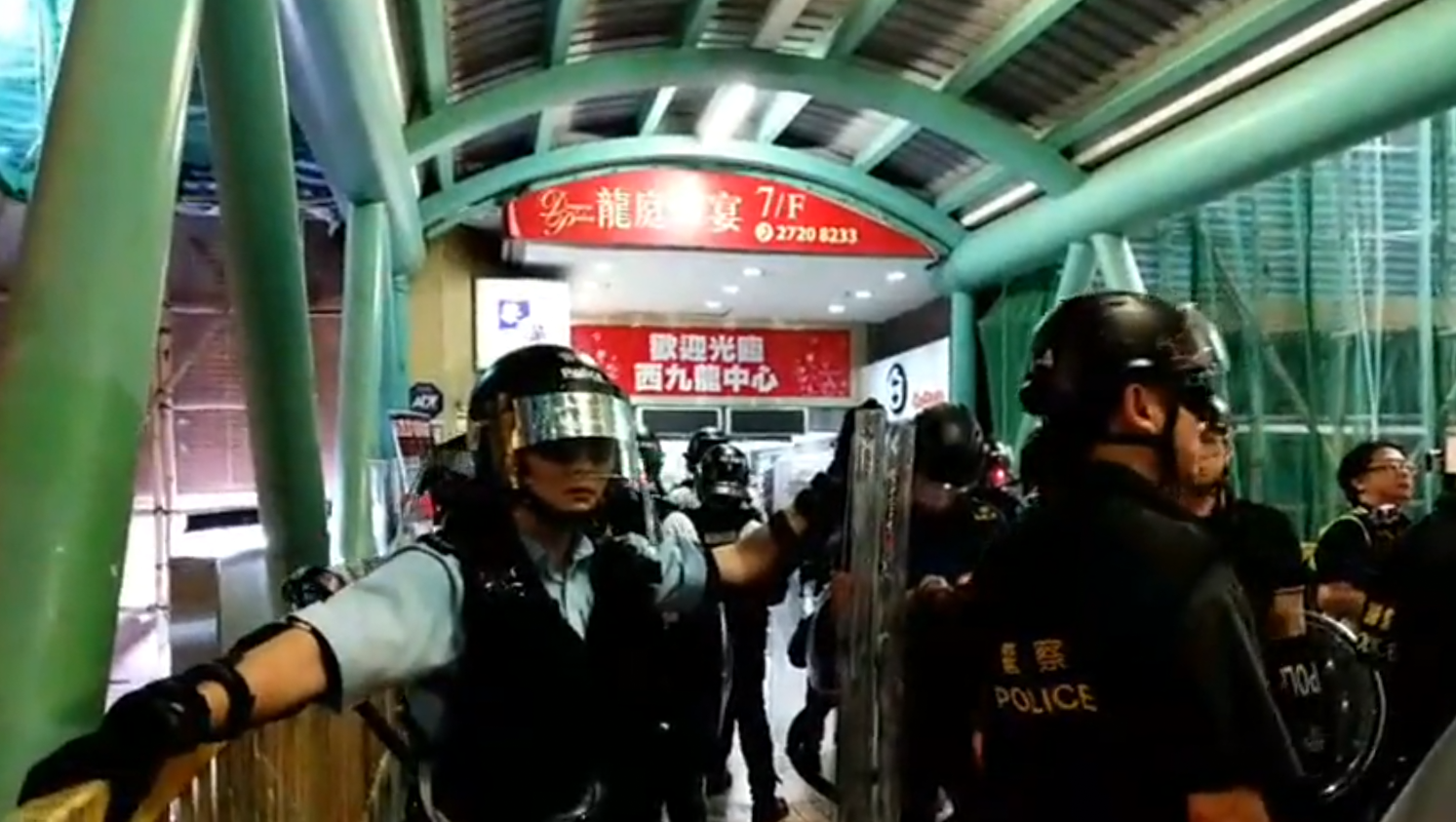
多名警員在西九龍中心天橋
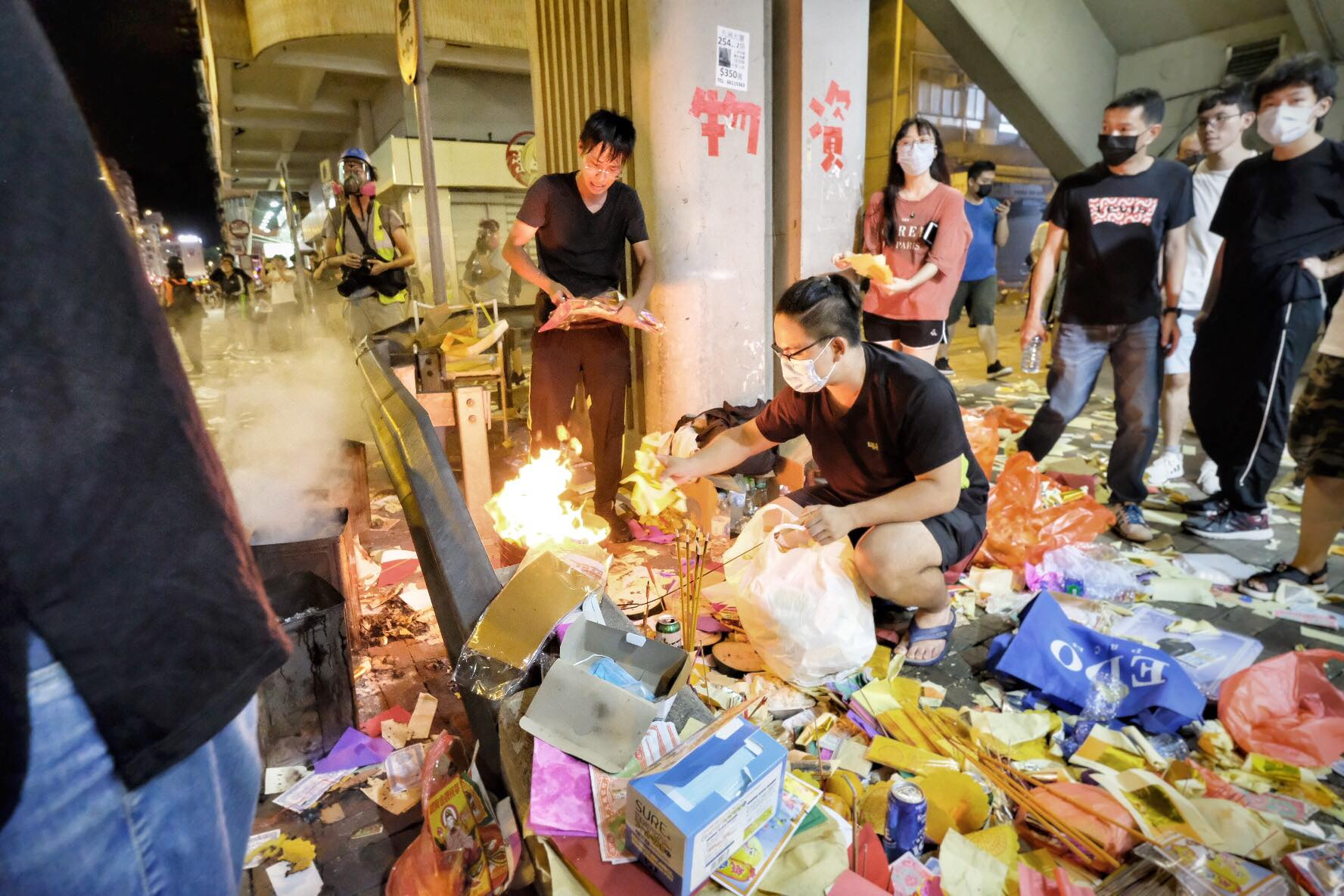
不少市民在響應燒街衣
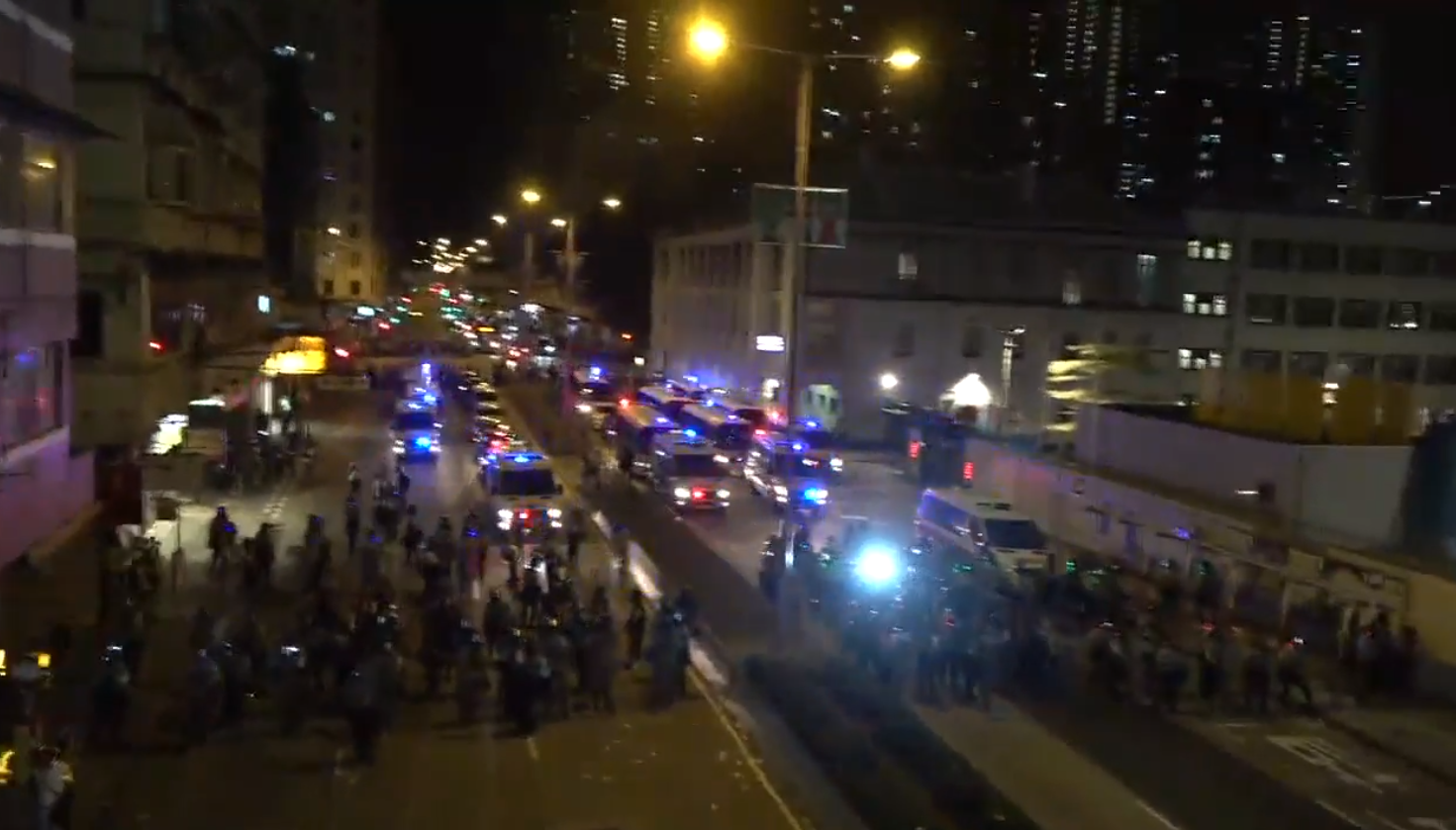
警員從深水埗警署衝出欽州街戒備
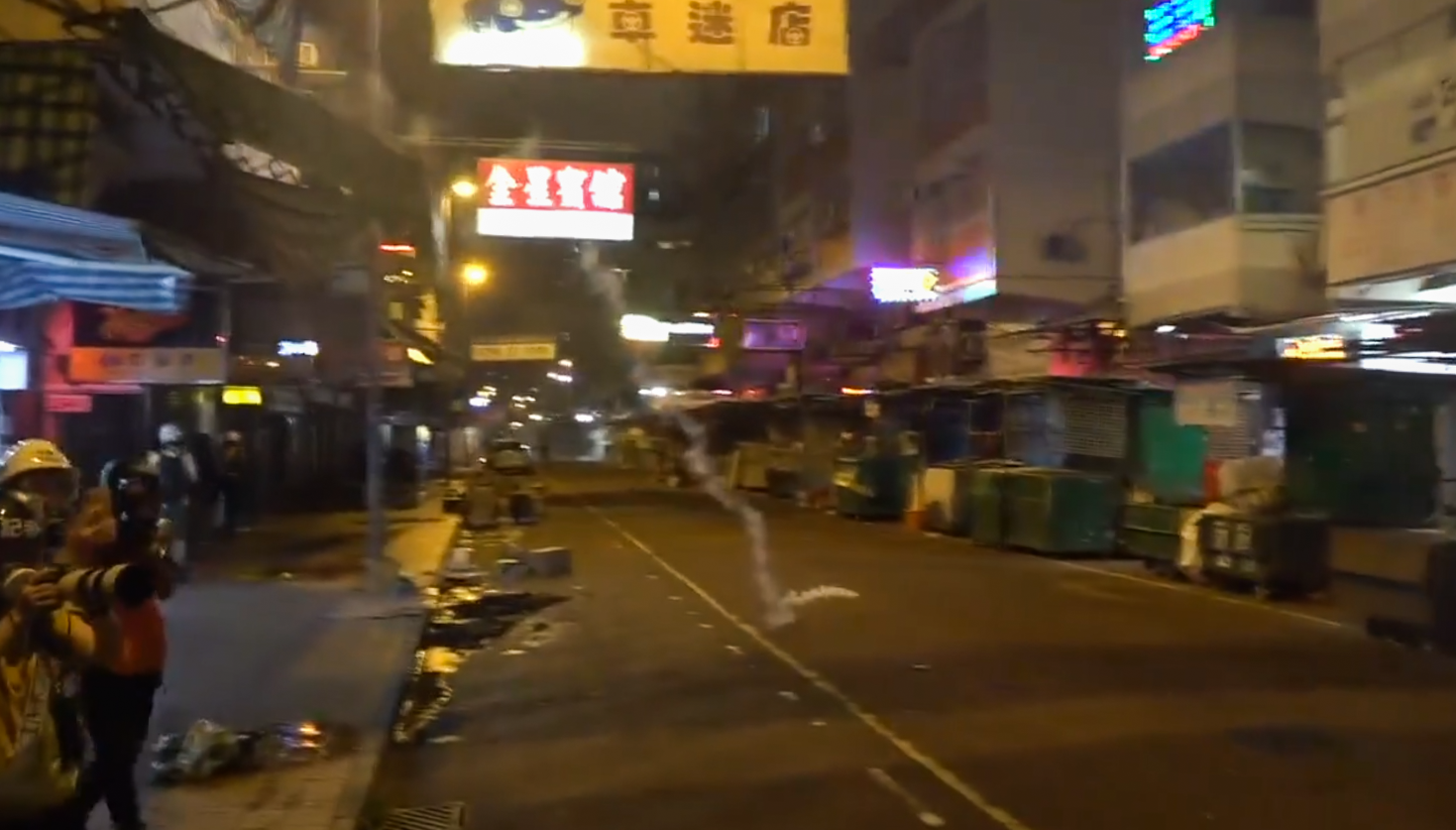
警方在鴨寮街發射催淚彈
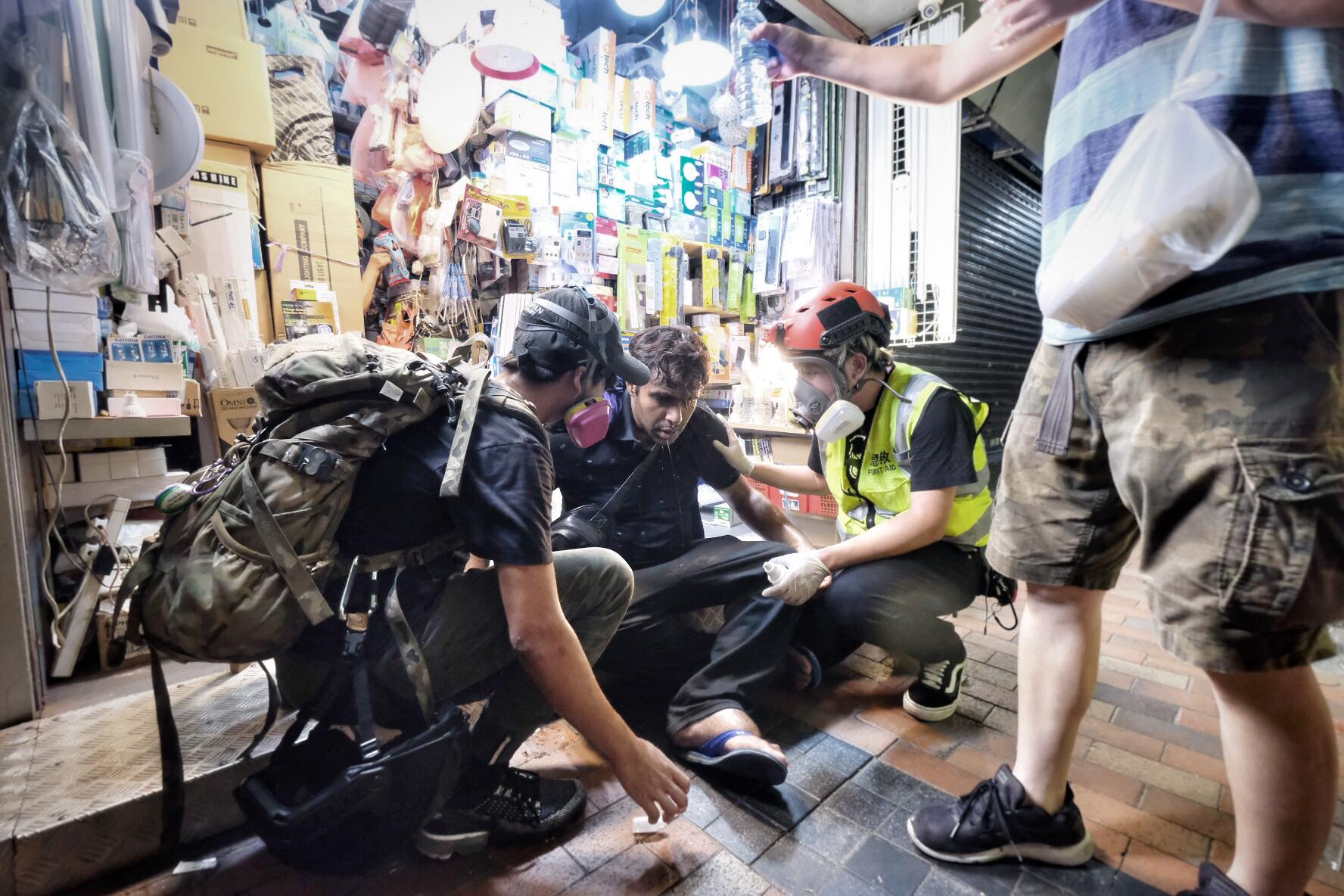
有外籍記者感到不適
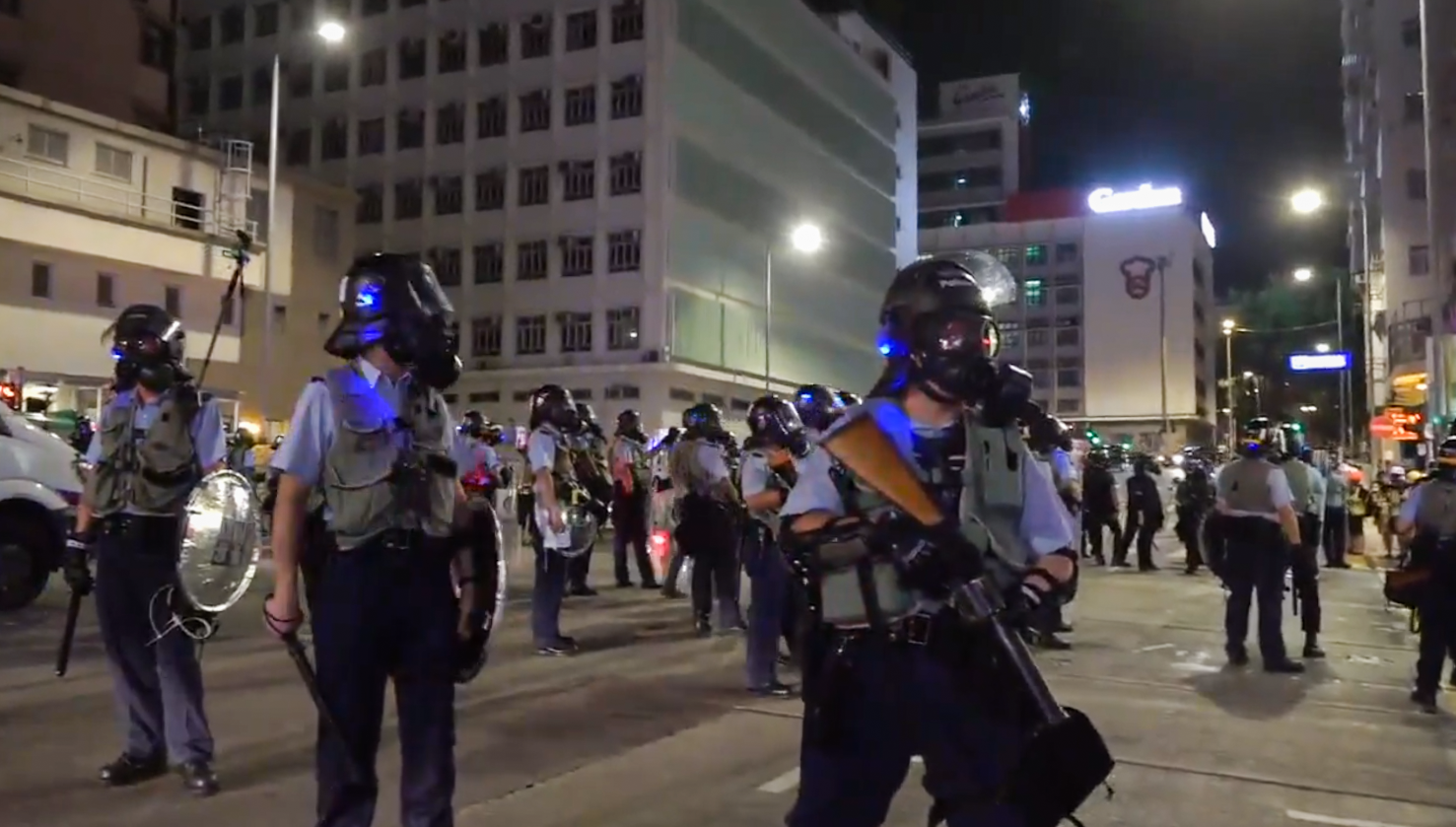
戴上防毒面罩和持槍的軍裝警員在欽州街戒備

## 15日
晚上8時至11時，有市民於香港仔廣場對開南寧街行人路舉行放映會，播放警方濫捕、警黑合作片段，部分市民於香港仔廣場空地席地而坐，部分居民則站在一旁圍觀，參與放映會人數多達數百人。

## 16日

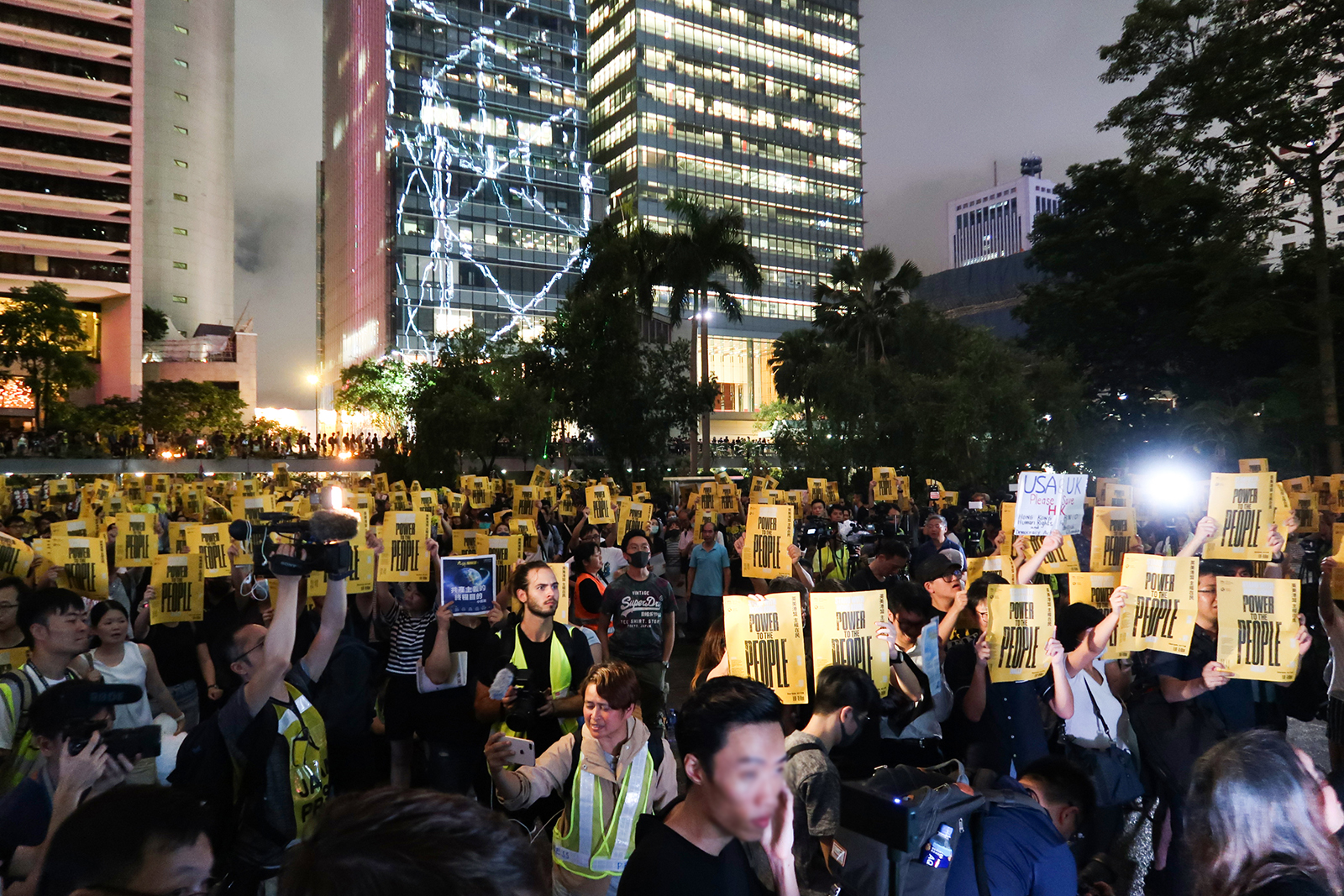
大會表示有6萬人出席「英美港盟　主權在民」晚會

晚上8時，大專學界聯同連登「我要攬炒（玉石俱焚）」團隊，在中環遮打花園舉辦「英美港盟　主權在民」集會。嘉賓包括吳靄儀、黃之鋒、練乙錚、何韻詩及陳浩天。期間亦播放英國國會議員華德信、流亡海外的黃台仰及梁繼平的發言片段。大會表示有6萬人出席晚會。警方則指高峰期有7,100人參與。集會期間有人用鐳射筆射向中國銀行大廈中國會。

## 17日
有人發起在九龍九龍城區舉行「光復紅土，還我靜土」遊行。是次遊行旨在抗議過量遊客到紅磡觀光使居民日常生活受影響與譴責議員無能，無法改善區內旅遊業而引起的問題。遊行由土瓜灣海心公園開始並以紅磡黃埔站A出口旁作終點。

## 18日

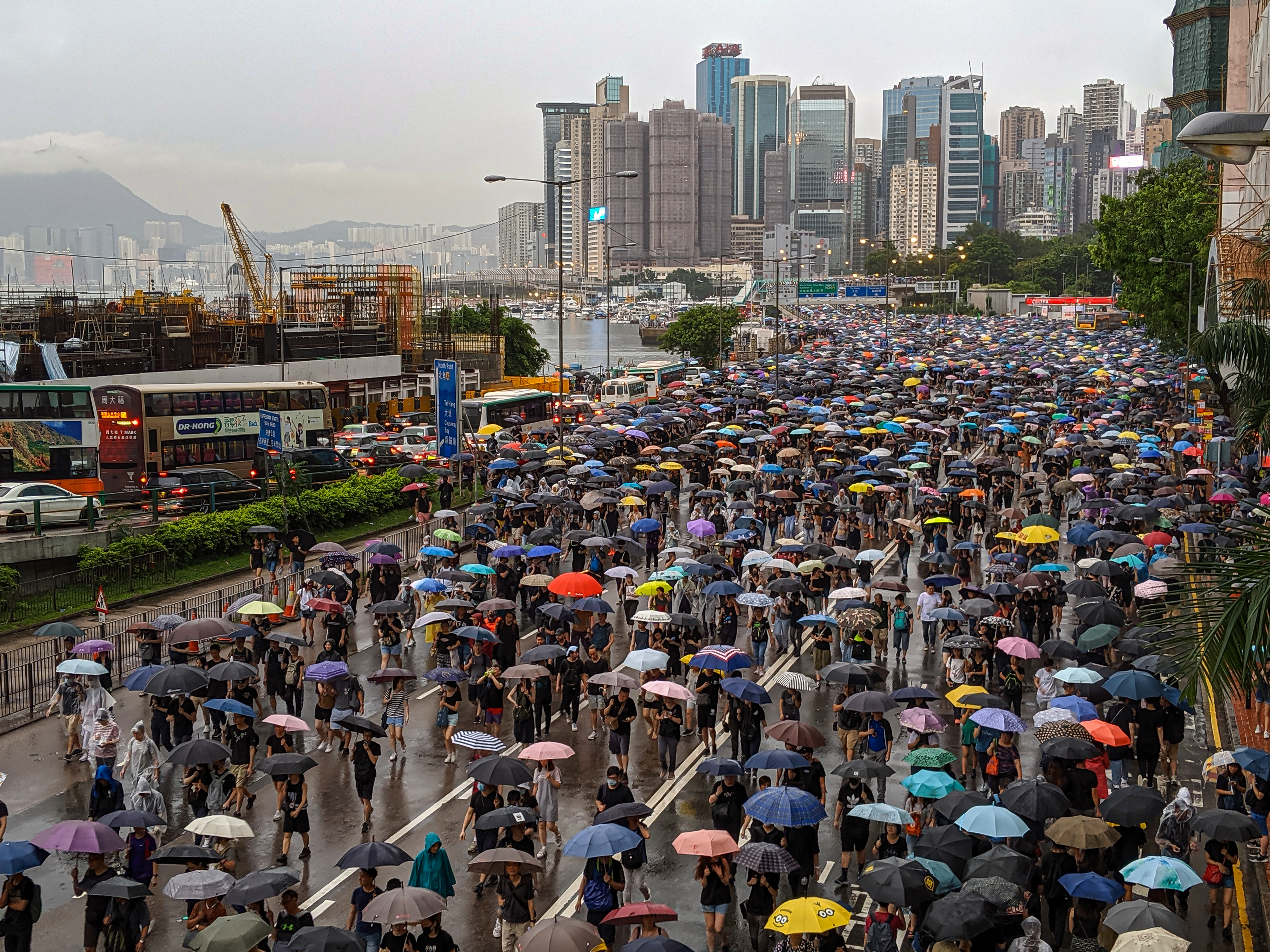
由於集會參與人數眾多，市民相繼湧出銅鑼灣告士打道往灣仔及中環方向遊行

民陣原先向警方申請由維園遊行至遮打道，但警方只批准於維園內集會。民陣宣佈集會共有170萬人參加。警方於翌日的記者會表示最高峰有12.8萬人同時參與集會。警察公共關係科總警司謝振中表示上述數字並不包括維園外的參與者，只反映維園內某一刻的人數。這次集會沒有爆發警民衝突，警方沒有施放任何催淚彈。

## 19日
一班青年在19日首次發起《青年快閃·社區清潔》大行動，於各區號召義工進行清潔。希望透過快閃社區清潔，把社區愛心重建，用愛停止怨恨，用愛停止暴力，用愛感動社區。

## 20日

### 將軍澳連儂隧道斬人事件
凌晨1時許，一名50歲的藍衣漢因不滿示威者的言論而在將軍澳景林邨連接厚德邨的「連儂隧道」持刀斬傷三人，其中26歲在《信報》工作的副刊女記者身中多刀，情況危殆。而50歲洪姓疑兇回家更換衣服後一度潛逃內地，到同日下午約3時在羅湖口岸被捕。當晚有過百人在頌明苑聚集，要求管理公司交代事件。

### 傳中央定下死線 要求港府平息風波
特首林鄭月娥在8月13日主持行政會議前被記者多次問及對撤回修例是否沒有自主權及只能聽命北京，林鄭沒有正面回應，被民主派批評不敢否認特首對修例沒有自主權。8月20日，立法會議員田北辰引述消息指10月1日慶祝國慶70周年是中央「死線」，屆時事件必須平息，否則中央會對林鄭月娥施壓，方案包括按《基本法》要求解放軍駐港部隊出動、由全國人大常委會宣布香港政府無法維持治安，派武警或駐港部隊進駐香港。田認為，林鄭月娥必須在8月31日民陣再次發起遊行前回應部份民間訴求，包括成立獨立調查委員會和宣布撤回修例。

### 掩右眼的自拍照行動
2019年8月20日，曾演出韓國電影《屍殺列車》的演員金義聖，透過Instagram上載一張用手遮右眼的自拍照，並發起「Eye For Hong Kong Campaign」。作為安慰疑似被警察射傷右眼的女生和支持香港市民爭取自由和民主。香港網民亦借此機會發起「#Eye4HK」，呼籲社會關注警察暴力。

## 21日

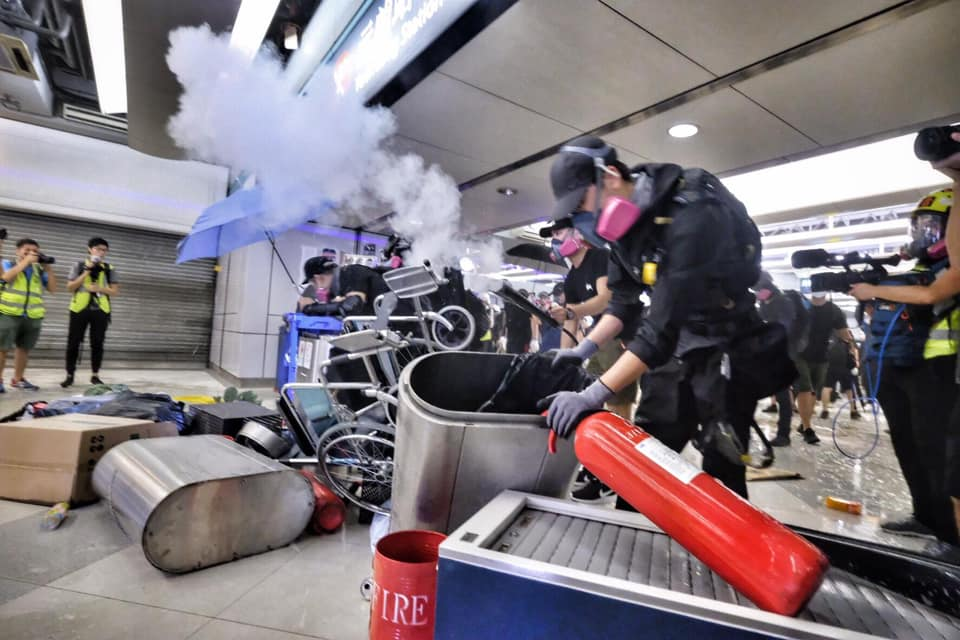
示威者在車站大堂拆毀站內垃圾桶、回收箱、報紙存放箱等製成路障，防止警員衝入

元朗襲擊事件發生一個月，有網民發起「元朗站靜坐抗議活動」，不滿警方在恐襲事件發生後一個月以來僅以「非法集結」罪名緩慢逮捕的28人，至今未起訴任何一人，要求追究「警黑勾結」。此次活動共有2000人參加，其間有示威者於車站和南邊圍附近聚集堵路，並用鐳射筆照射警務人員。靜坐期間，警員突然從各出入口推進，引起恐，示威者被迫拆毀站內垃圾桶、回收箱、報紙存放箱等製成路障以阻擋警員進入車站施暴。事發後，示威者乘坐港鐵離開車站。當晚，港鐵就此事發表聲明，對部分人士的行為導致站內設施受損表示不能接受及遺憾，並表示公司已報警處理此事。翌日5時，港鐵宣佈車站正在安排修復工作，待清理後將維持正常服務；至8時車站仍有設施有待維修。。

## 22日

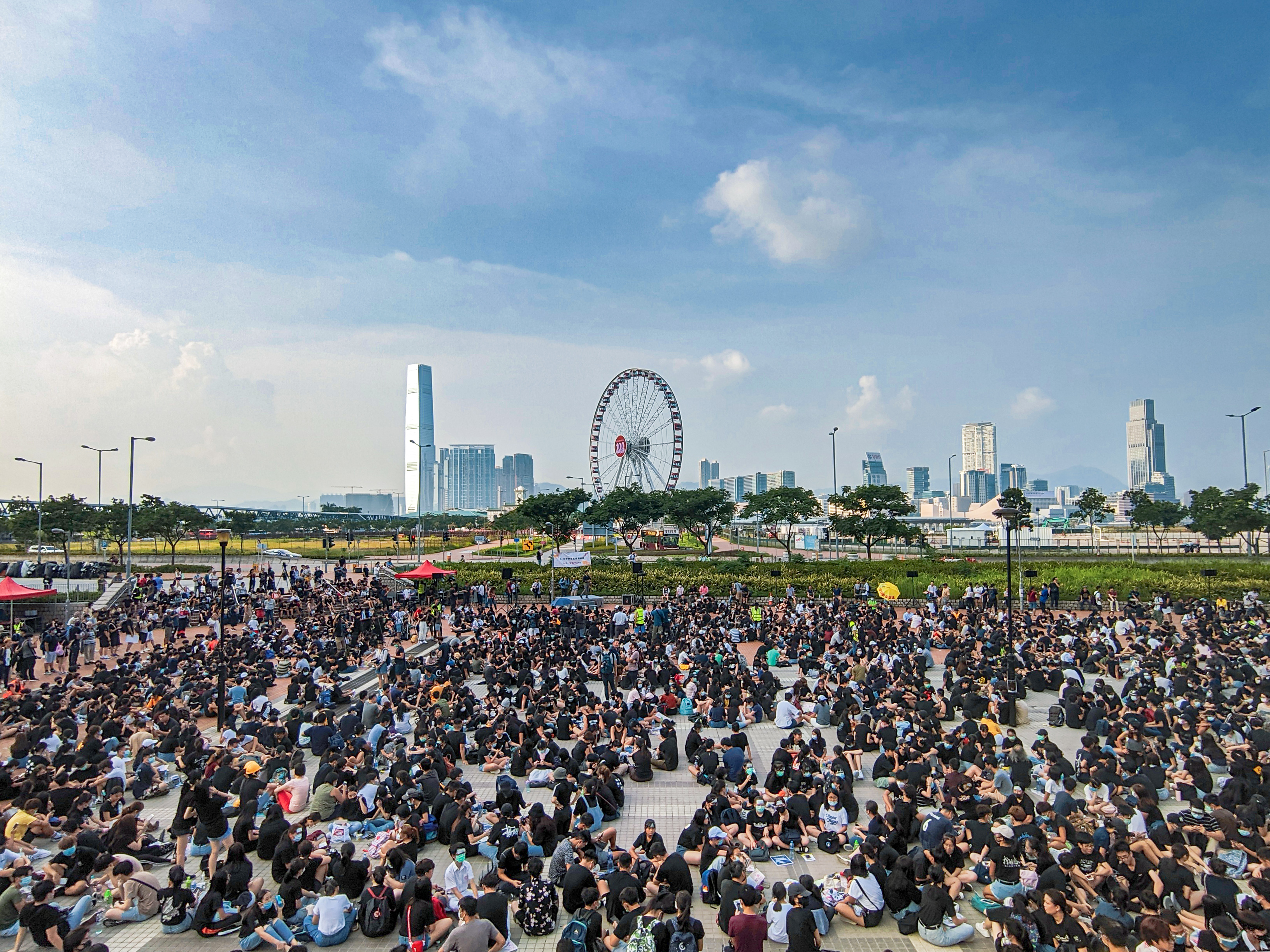
近3000名市民和中學生下午於中環愛丁堡廣場舉行集會，呼籲學界響應於9月罷課，並要求政府撤回《逃犯條例》修訂方案

一班中學生下午3時，於中環愛丁堡廣場舉行集會，呼籲學界響應於9月罷課，要求政府撤回《逃犯條例》修訂方案。現場所見，最多3000人參加集會，大部份都是中學生。有中學生指，出席集會是希望讓世界知道香港的學生並非政治冷感，又指大家遊行示威一心只想為香港好。

## 23日

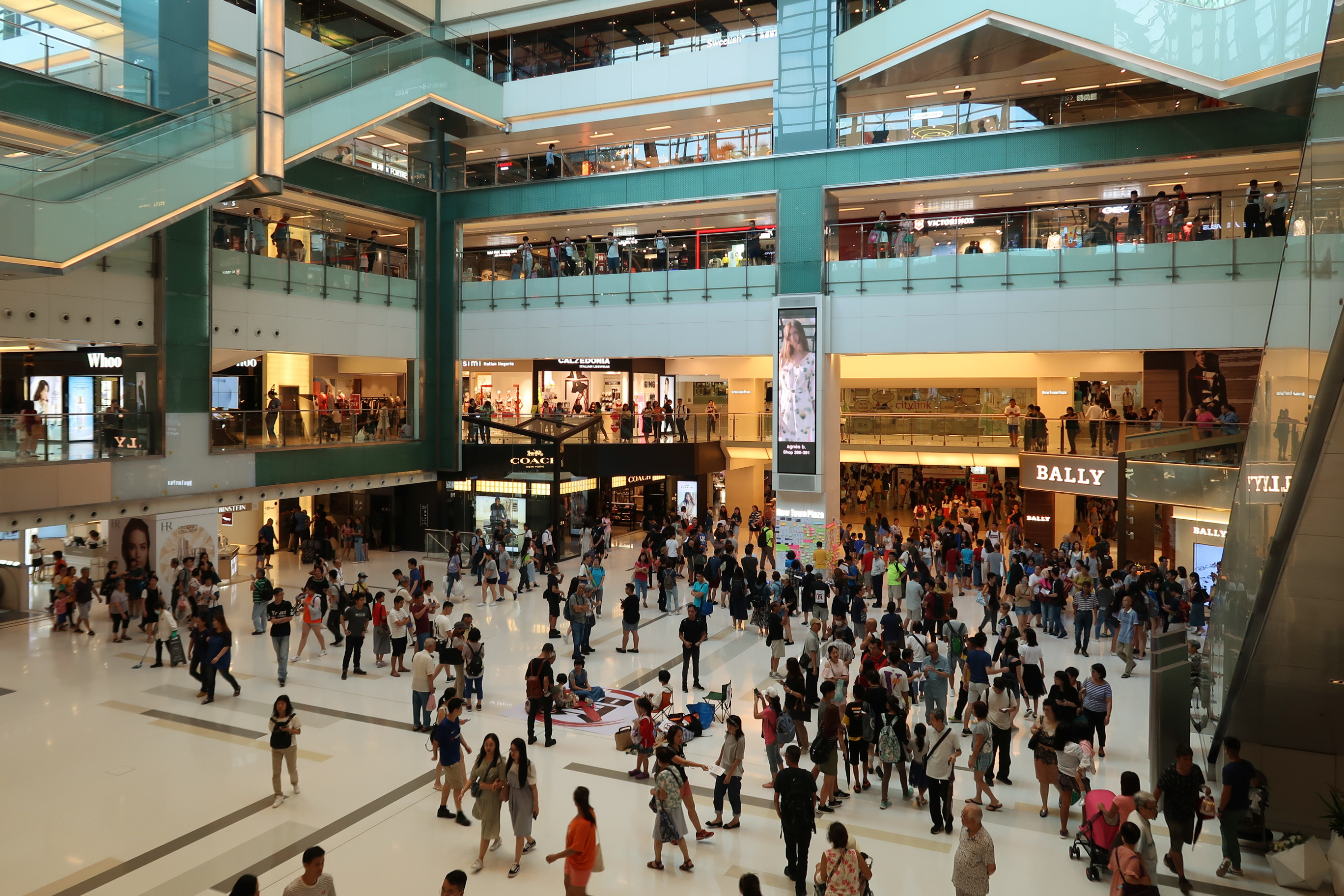
下午，數十名銀髮族在沙田新城市廣場發起罷買行動

### 8·23 罷買日
下午12時至傍晚6時，數十名銀髮族在沙田新城市廣場發起罷買行動，並且在多個樓層遊走和在中庭派發單張，遊走期間沿途高叫「香港人，加油！五大訴求，缺一不可！」的口號。行動期間，一名穿着印有類似中國國徽圖案的男子撕去3樓柱石上的便利貼，雙方一度發生糾纏，該名男子最後由保安員帶離現場。

### 基督徒集會
8月23日晚上7時至9時，一群基督徒在遮打花園集會，主題為「鹽和光　為公義　誓同行」，有不少參與反對逃犯條例修訂草案運動的人分享，參與者亦一同唱詩、為香港祈禱、並記念因反對逃犯條例而輕生的市民和因示威眼睛受重傷的女士，大會宣佈有一萬七千人出席。當晚亦有響應香港之路活動，在集會內組成人鏈。

### “守護香港 風雨同舟”大行動
8月23日晚，“守護香港大聯盟”聯同香港的士司機從業員總會發起“守護香港 風雨同舟”大行動。当晚，数百部的士車尾懸掛国旗，並在車窗貼有“我愛香港 我愛中國”的海報。而当日有示威者將車身上懸掛的國旗和海报扯下，并將幾面國旗贴在馬路上令車輛碾壓。

### 8·23 香港之路

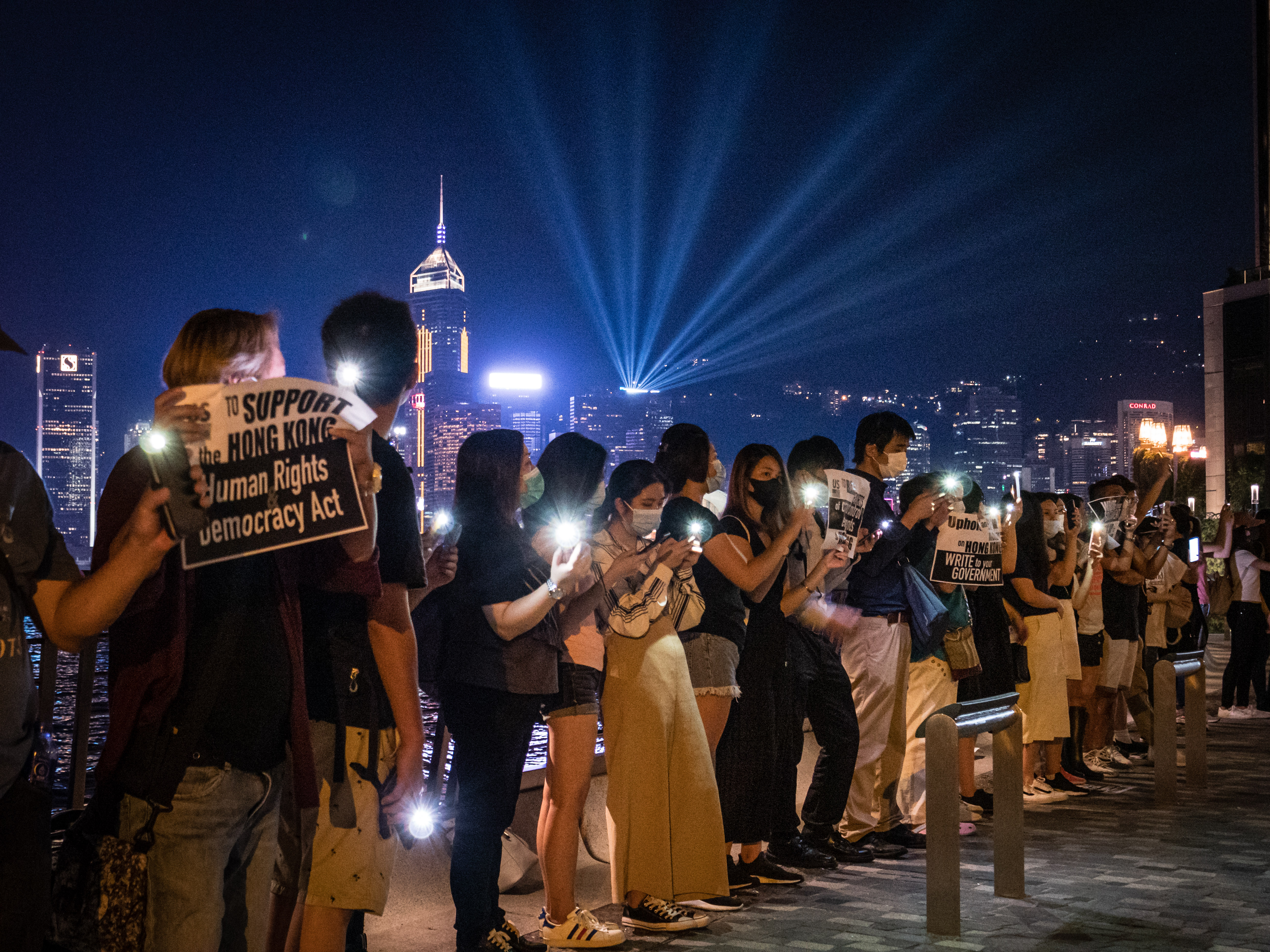
尖沙咀星光大道的「香港之路」

8月23日晚，大批市民參與「香港之路」活動，手牽手組成人鏈。活動參照1989年波羅的海之路行動，日期亦適逢行動30周年。活動原定計劃於港鐵港島線、荃灣線及觀塘線沿線行人路築成人鏈。活動期間，群眾唱起《海闊天空》、《Do You Hear the People Sing?》等歌曲，並揮動亮燈手機和叫喊口號。除了這些地點外，活動當日亦有市民於、將軍澳、天水圍、大圍等地點築成人鏈。主办方声称有21萬人加入這場活動，原路線總長度45公里，連同自發的市民組成的新增路線，共60公里。
活動同一時段，波羅的海國家之一立陶宛在波羅的海之路紀念活動期間，亦有舉起香港區旗，響應香港行動。

### 「窗邊咆哮」興起
由8月23日開始，Telegram群組有人發起在每天晚上10時在住所內朝窗外大喊「光復香港，時代革命」、「五大訴求，缺一不可」的口號，直到抗爭完結為止。

## 24日

### 觀塘區遊行

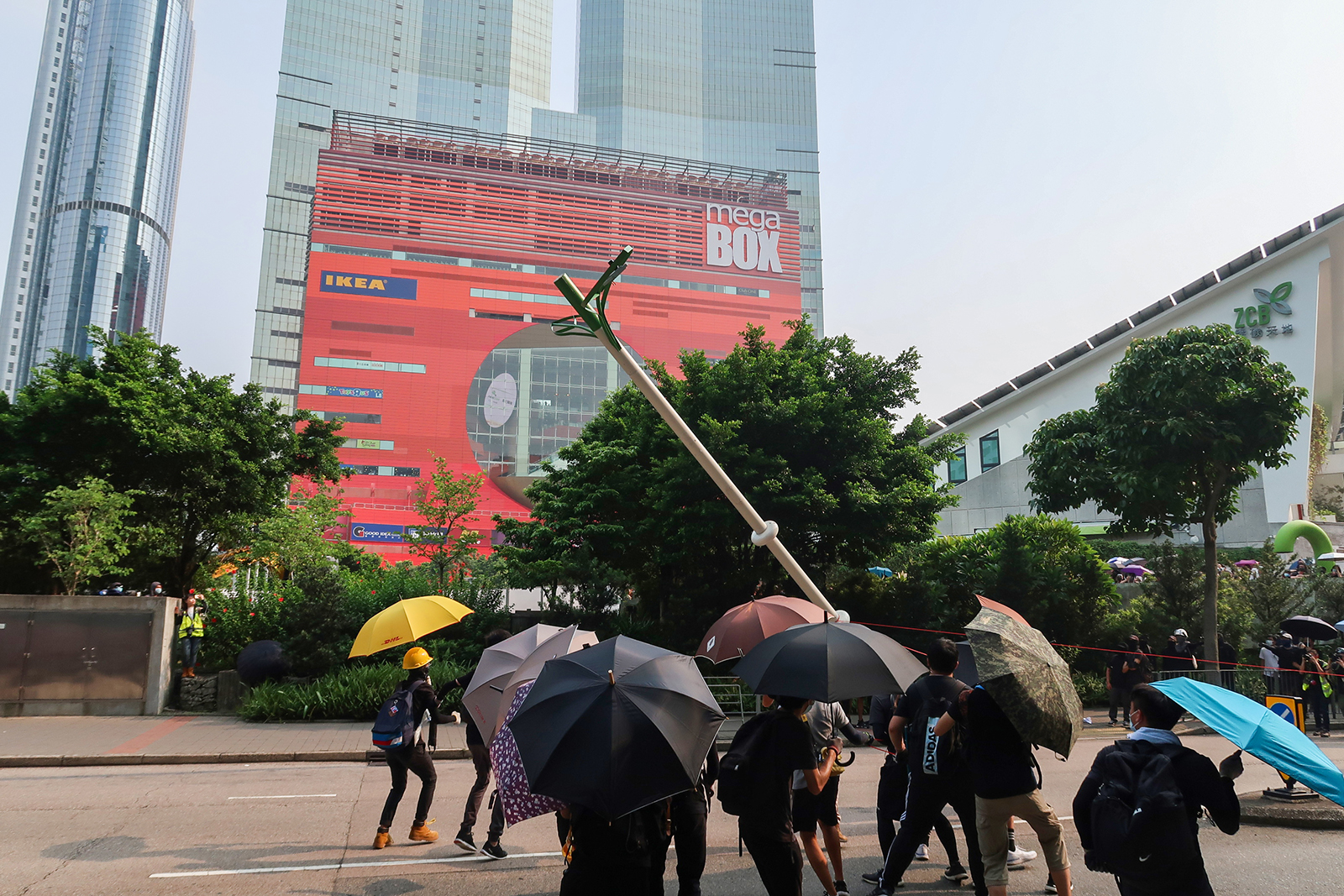
常悅道有智慧燈柱被示威者合力用繩拉倒

遊行當日早上，港鐵公司突然宣佈由中午12時開始觀塘綫彩虹站至調景嶺站之間的列車服務暫停，並關閉九龍灣站、牛頭角站、觀塘站及藍田站，為港鐵通車以來首次非因故障或惡劣天氣所致的局部停駛，同時也沒有提供免費接駁巴士服務。有關安排引起市民批評，認為港鐵的做法是「不負責任」，不能因公眾活動而停止服務，而且是打壓香港人參加遊行的自由。港鐵觀塘綫停止服務期間，有市民拍攝到有列車運送警員。港鐵發言人向傳媒承認曾於停止載客期間運載警員至九龍灣站。直至晚上11時45分，港鐵觀塘線的列車服務才回復正常。
香港眾志黨在臉書發文，稱政府上月於九龍灣安裝的智慧燈柱內部疑似含有天網工程零部件。有市民擔心隱私被侵犯，下午鋸斷並拉倒燈柱。政府資訊科技總監林偉喬指智慧燈柱只收集交通、 氣象及環保等數據，不是監察市民的天眼。政府強烈譴責有關行為，並認為示威者不可理喻。
警方以非法集結的罪名拘捕遊行申請人劉頴匡及多名糾察和義工。據《立場新聞》報導，他們被捕時並非處於衝突地點，亦沒有佩戴頭盔或面罩。

### 「天下為公」行動
在觀塘區遊行同日，支持香港政府的香港政研會於香港電台廣播大廈外示威，抗議香港電台運用公帑卻批評政府。期間《東方日報》記者被包圍、Now TV記者被追打。香港記者協會發表聲明譴責有關人士礙新聞自由。

## 25日

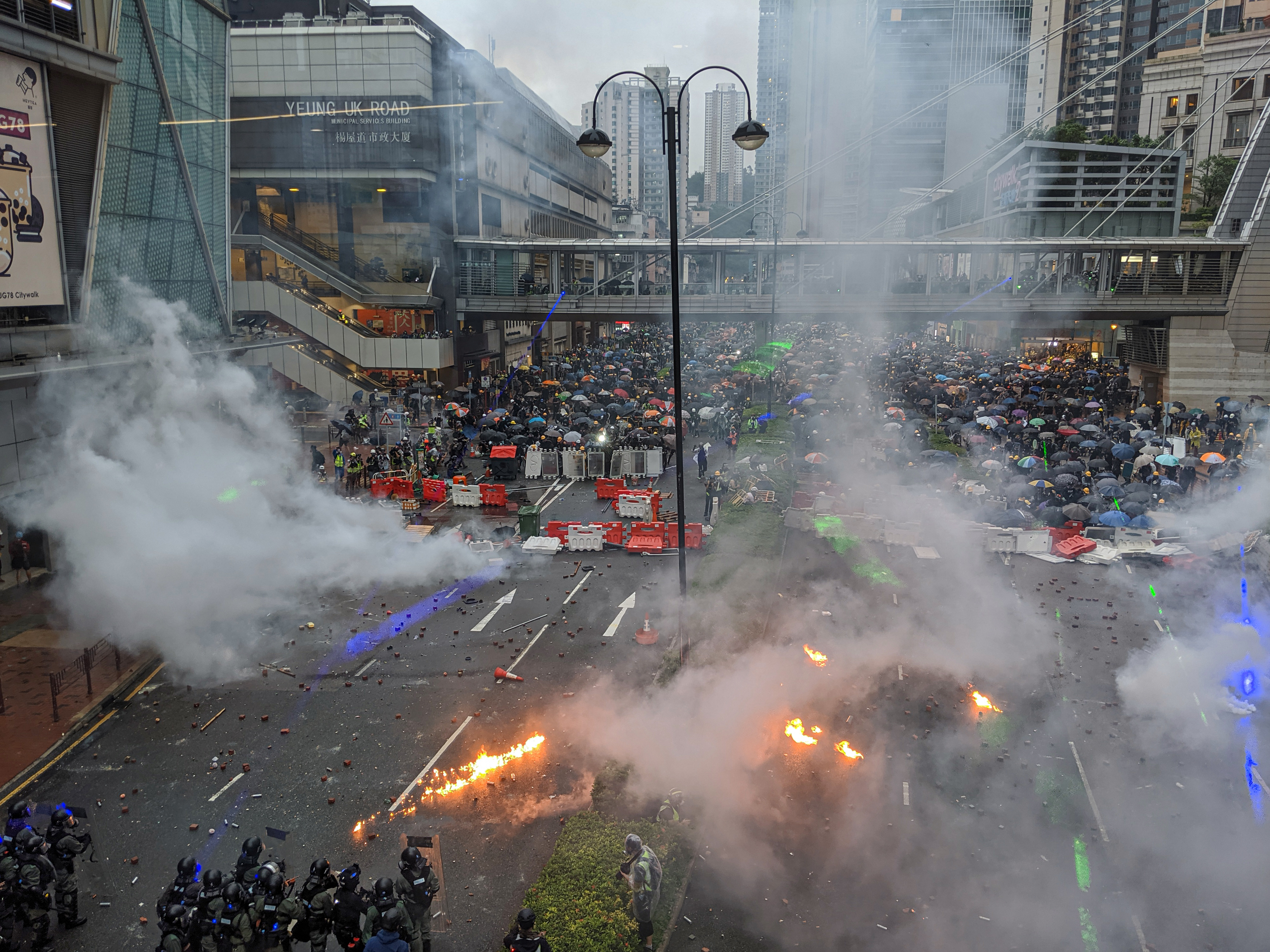
下午5時半左右，警方在楊屋道近楊屋道街市施放多枚催淚彈，示威者以汽油彈和激光筆還擊

有市民發起在荃灣區和葵青區舉行遊行，起點位於葵涌運動場，途經葵福路、楊屋道等道路，終點位於荃灣公園。在遊行中，警方首次使用水炮車驅散走出馬路的示威者，其後有警員一度對示威者和記者用槍指嚇並向天鳴發一槍。警方在遊行當晚也拘捕了一名12歲男童，成為反對逃犯條例修訂草案運動中年紀最小的被捕人士。
入夜後，部份示威者在轉往九龍深水埗、尖沙咀和黃大仙中心南館等地。在深水埗，示威者在內街聚集後，警方在鴨寮街近西九龍中心舉起數次藍旗，警告在場人士正參與非法集會，街坊指罵在場警員。晚上約9時半，有示威者走出長沙灣道後，防暴警察突然向前推進，一名女示威者被制伏在地，引起街坊不滿。他們到深水埗警署外，要求警方交代，並以激光筆照射警署，而警方則以射燈照向欽州街。晚上10時大雨期間，防暴警察在欽州街與長沙灣道交界制服至少10名示威者，並多次用盾牌推撞記者和要求退後。防暴警察亦截停在長沙灣道及欽州街的巴士和私家車，並舉起藍旗。
在尖沙咀，數十名示威者破壞交通燈，並且在柯士甸道和彌敦道交界以垃圾桶等雜物堵路。海底隧道收費廣場亦有快閃堵路，包括破壞收費亭設施，期間有經過隧道的汽車獲免費放行。另有部分示威者在到達沙田新城市廣場後，市民為他們的歸來而歡呼。有關片段在Facebook多達24萬人次觀看，超過6000人分享。
25日晚上，身穿黑衣的抗爭者隊伍經過新城市廣場，受到現場大批市民夾道歡呼，場面震撼。

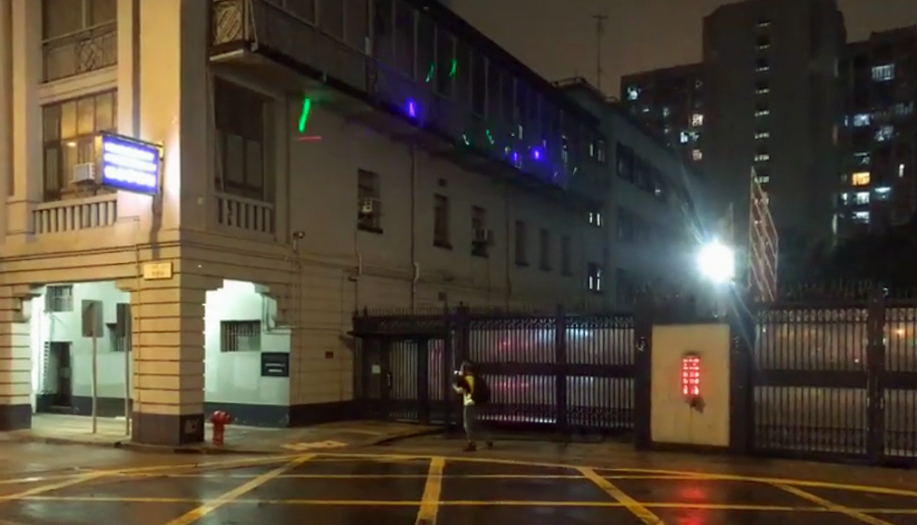
晚上，有人以激光筆照射深水埗警署，警方以射燈照向欽州街
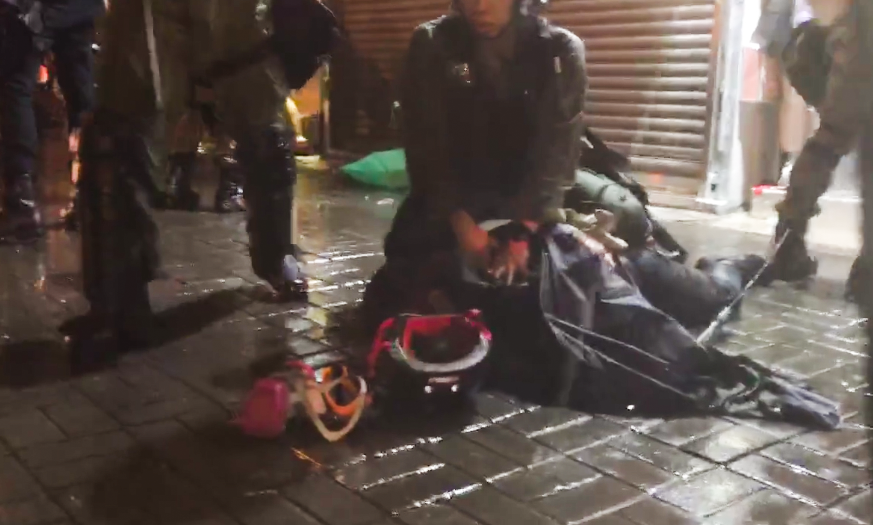
晚上10時大雨期間，防暴警察在欽州街制服示威者
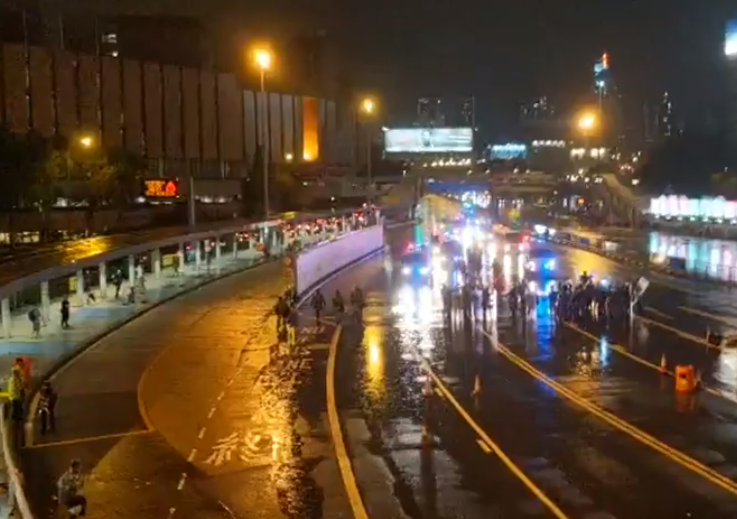
示威者在海底隧道收費廣場亦有快閃堵路，警員很快到場清理
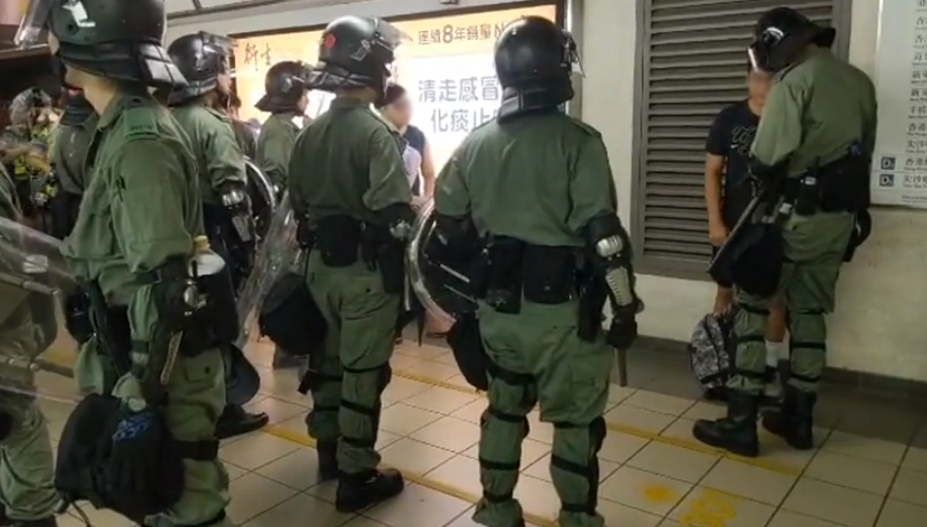
多名防暴警察在紅磡站截查年輕人

## 26日

### 马来西亚加紧移民审核力度
由于反修例运动的不断升温，不少香港人亦开始对「馬來西亞-我的第二家園」計劃感兴趣，截至2019年8月，马来西亚已受理251宗來自香港的移民申請。然而，马来西亚政府发言人于26日表示，將會調查第二家園計劃的申請人士背景，如果有證據顯示申請者為曾参与反修例示威人士，政府將不會批准其申请。

## 27日

### 醞釀使用緊急法
《星島日報》「齊秀峰」的專欄引述消息指，政府考慮動用《緊急情況規例條例》（《緊急法》）處理目前局勢。行政長官林鄭月娥在早上出席行政會議前並無作正面回應，指政府有責任「止暴制亂」。泛民主派民主黨議員涂謹申認為政府動用《緊急法》等同變相戒嚴，會對中美關係和香港的特殊貿易地位帶來「災難性」影響。蘭桂坊集團主席兼團結香港基金理事盛智文和自由黨黨魁鍾國斌認為《緊急法》對本港商貿造成巨大影響。《基本法》委員會副主任譚惠珠稱近日示威已達至危害公安程度，包括管制發布網站或通訊程式Telegram，以及立例禁止示威者「蒙面」。她認為引用《緊急法》不等於戒嚴。

### 深水埗啤酒革命
連續多晚有市民圍堵深水埗警署，至8月27日晚上10時許，有過百名市民聚集呼叫「皇天擊殺」、「光復香港 時代革命」等口號，亦以鐳射筆射向警署，並設置路障。期間有示威者和糖水店東主派發啤酒及糖水，有示威者高呼「光復香港，啤酒革命；光復深水埗，糖水革命」。午夜12時17分，逾百名防暴警察及速龍小隊，兵分多路衝往欽州街及鴨寮街等處進行清場行動，並拘捕最少4人。

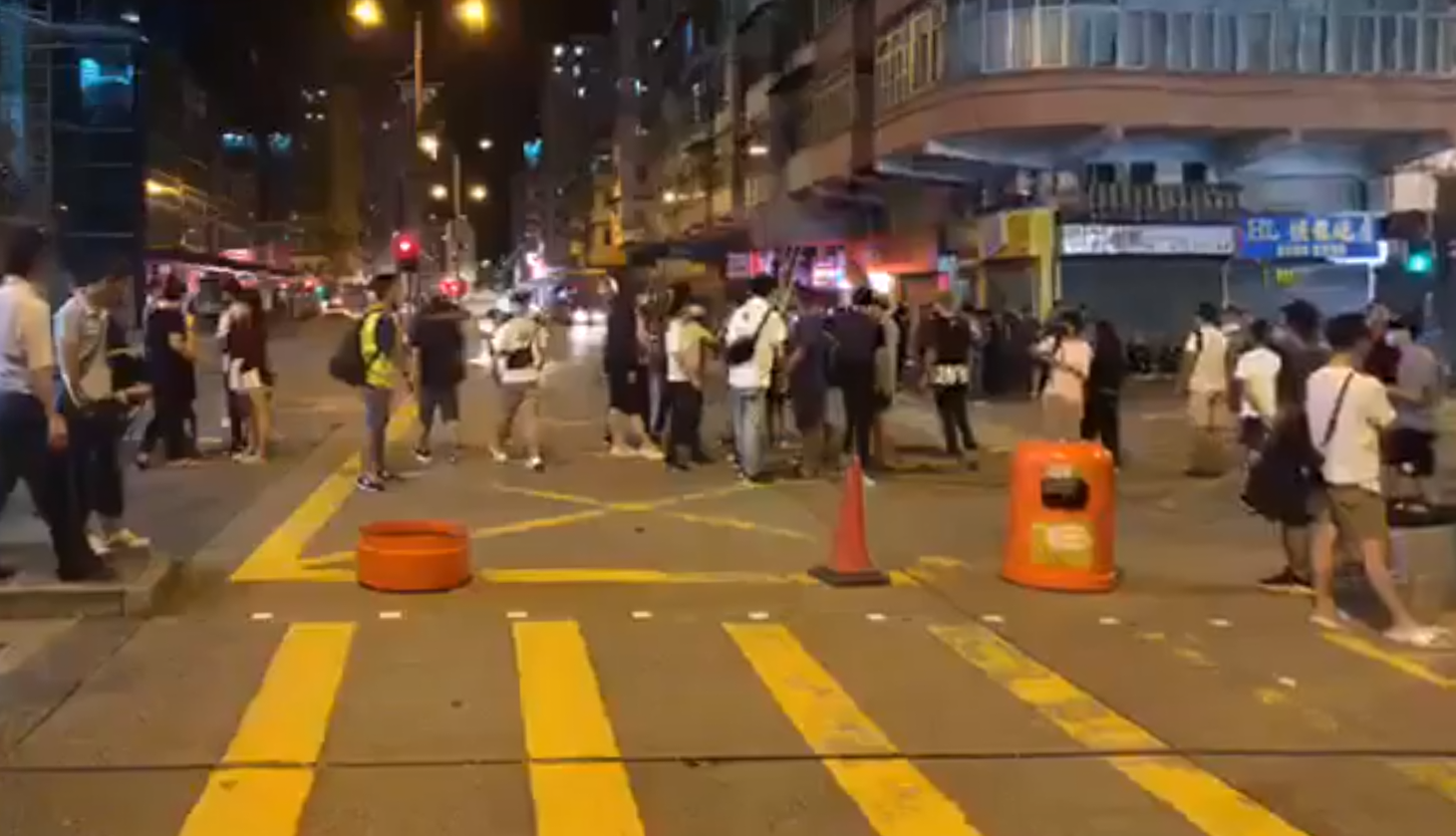
示威者在欽州街用雪糕筒等雜物阻塞道路
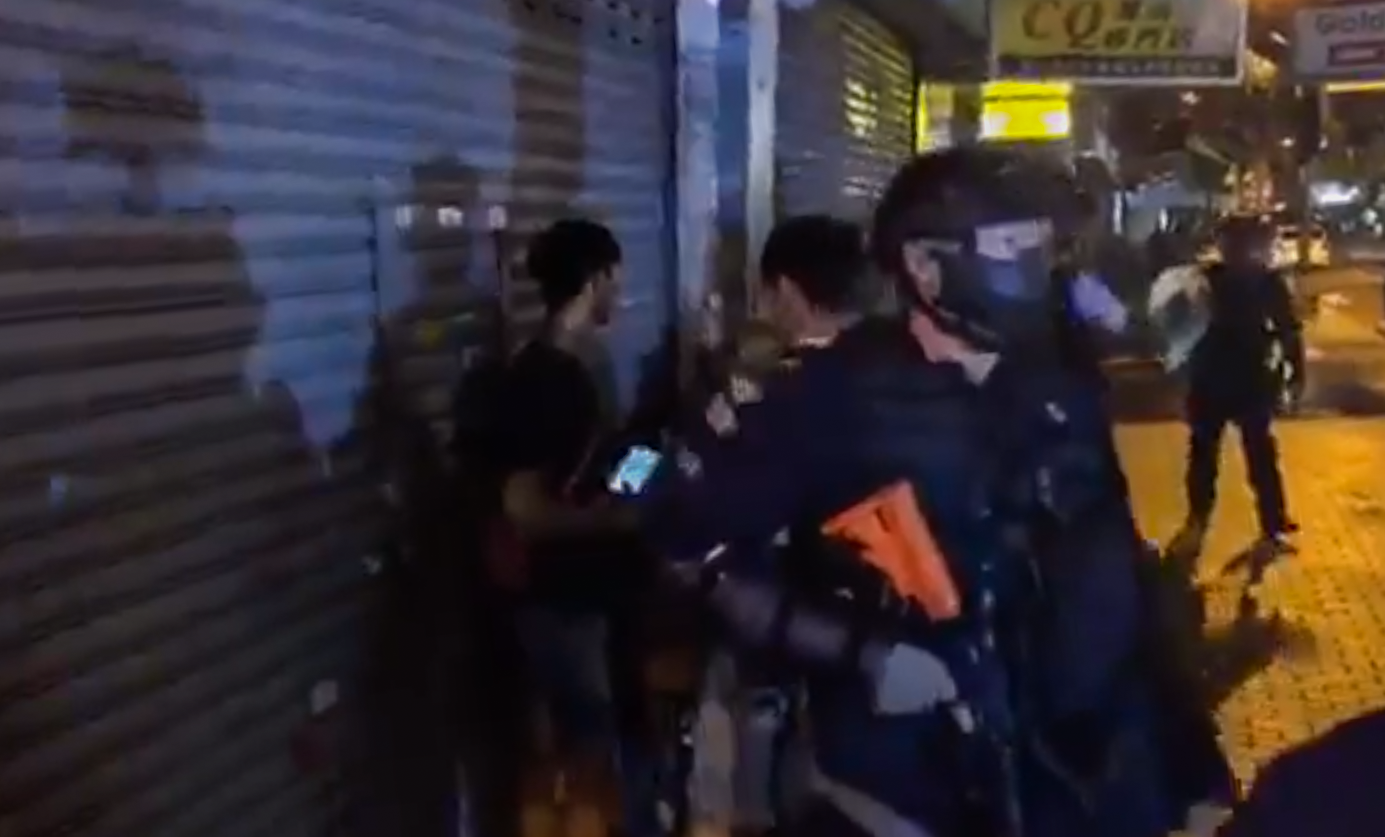
警員和速龍小隊進行清場行動，有人被截查
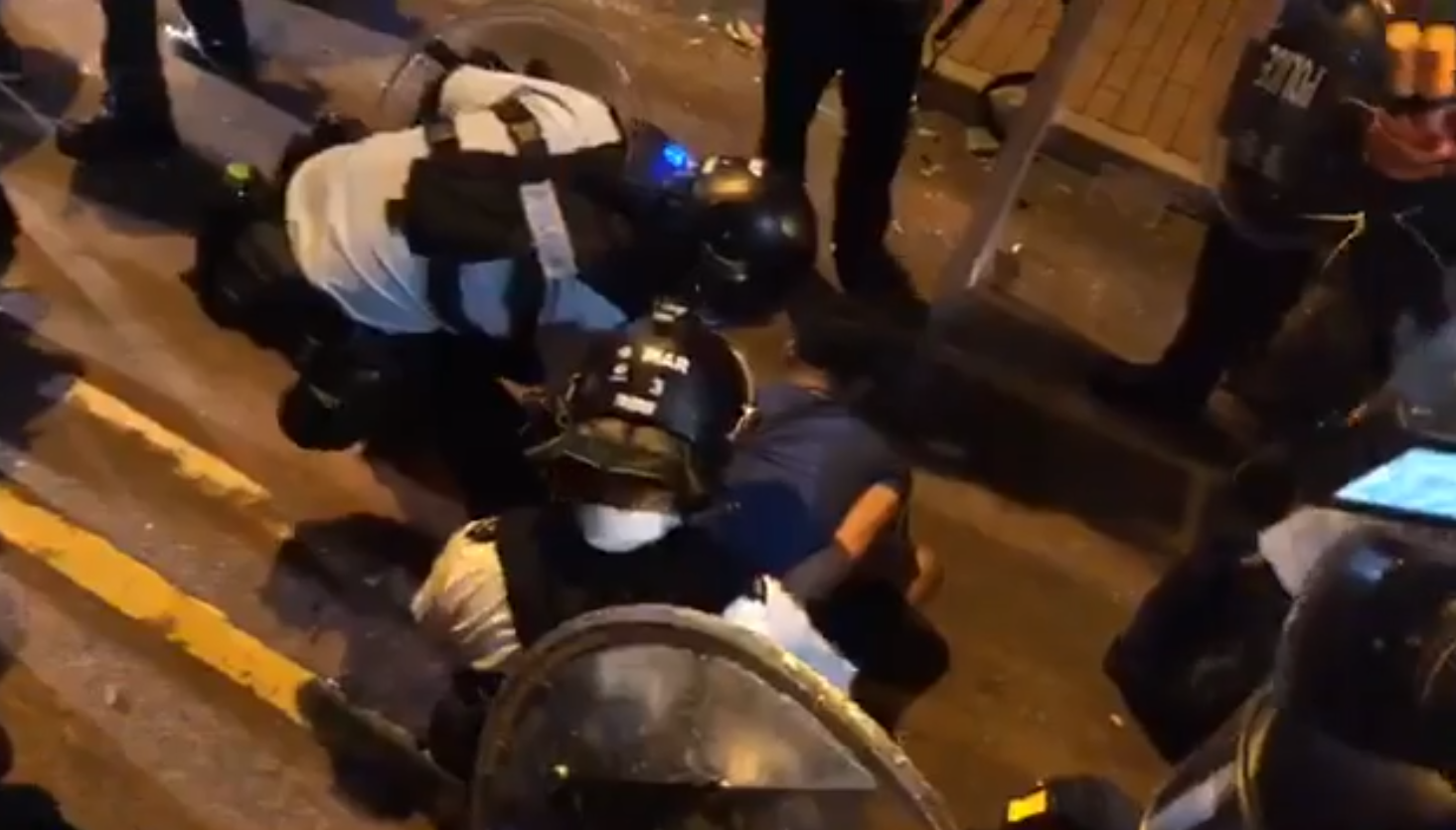
藍衫男子被多名警員制服在地上
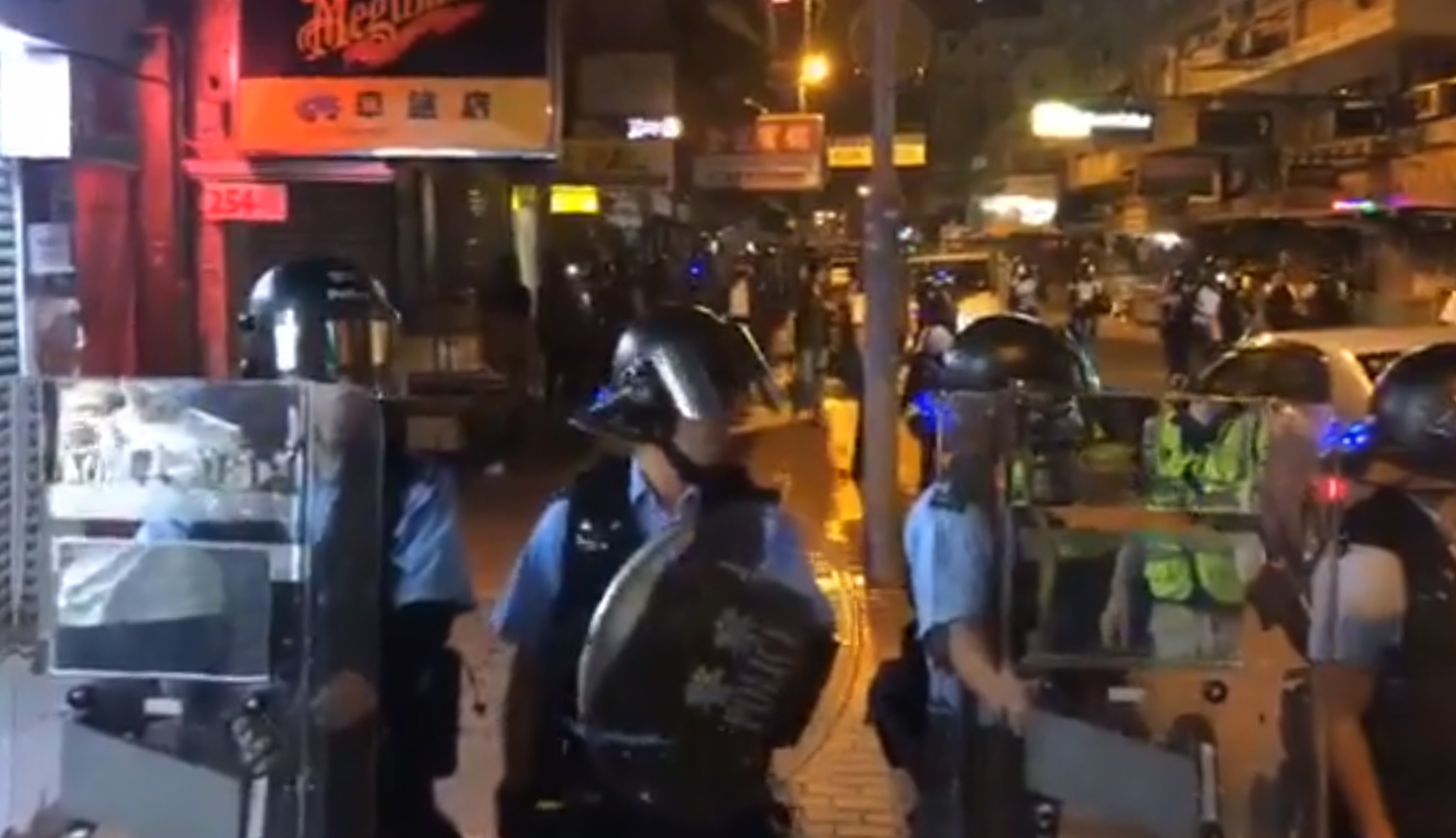
警員封鎖鴨寮街
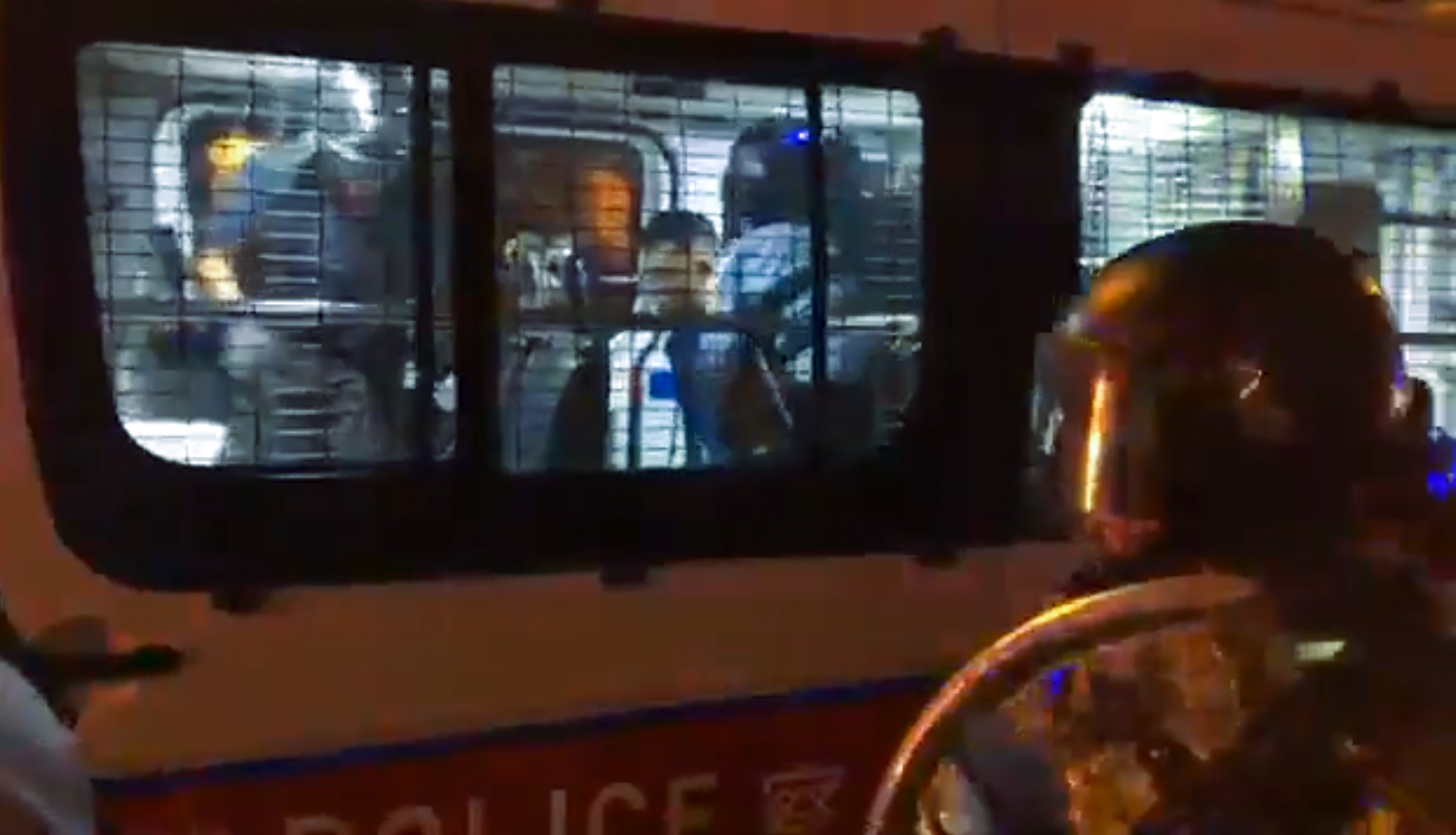
藍衫男子遭警員帶上警車

## 28日

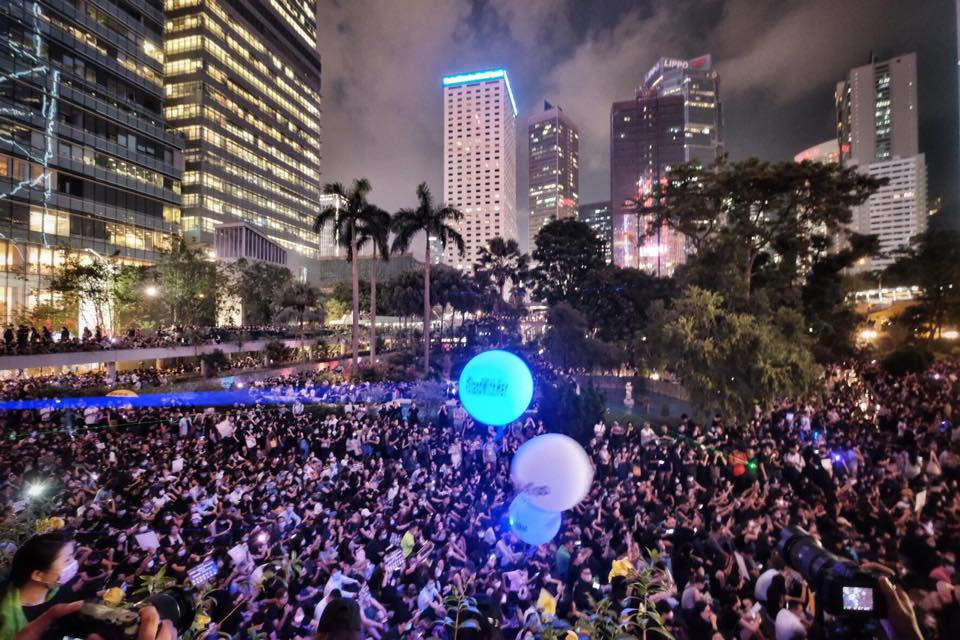
晚上8時，平等機會婦女聯席在中環遮打花園舉辦「反送中#metoo集會」，大會表示有超過3萬人參加

### 聲援被解僱航空業僱員集會
8月28日，職工盟發起集會要求國泰航空、港龍航空及機管局撤回解僱決定，停止白色恐怖。原計劃包圍國泰城的集會被警方反對，上訴亦被駁回，之後改為下午4至7時於中環愛丁堡廣場舉行。現場集會有不少國泰員工出席，大部分人均戴上口罩及帽，並以標語遮面。她們都對現時狀況感到人心惶惶。集會人士到傍晚遊行到太古廣場外的玻璃貼上便利貼。職工盟主席表示有2,000人參與。

### 反送中#metoo集會
8月28日晚上8時，平等機會婦女聯席在中環遮打花園舉辦「反送中#metoo集會」，要求追究警察性暴力，強烈譴責警員侮辱女性及營造白色恐怖。集會人士坐滿遮打花園、遮打道、終審法院外行車線及皇后像廣場，並用紫色玻璃紙蓋着手機閃光燈，亮起紫光。大會宣布有超過3萬人參加集會。

## 29日

### 遊行發起人被遇襲
民陣召集人岑子杰上午在佐敦期間，遇上團體發起「聲討民陣」集會，但到了「香港彩虹」的會址。示威者以粗言責罵，並形容岑子杰是「暴徒」，期間一度推撞和指罵記者。其後數名便衣警分隔雙方。到中午，岑與朋友到佐敦一餐廳用膳期間，突然被兩名蒙面非華裔男子以壘球棍襲擊，其朋友以手擋作保護中了3棍，引致紅腫需要送院，而岑沒有受傷。到下午「光復元朗」遊行申請人鍾健平到大埔警署報到後，在大埔太和路對開單車徑接受網媒TMHK記者訪問期間，被4名非華裔男子以傘及膠管襲擊，他的雙手、背部以及後頸有多處傷痕，到醫院治理。而TMHK記者嘴角爆裂、手臂受傷。警方將案件列襲擊致造成實際身體傷害，由大埔警區刑事調查隊第10隊跟進。鍾健平強烈譴責遇襲事件，認為「有組織有預謀」。

### 市民在警署外聚集被拘捕和截查

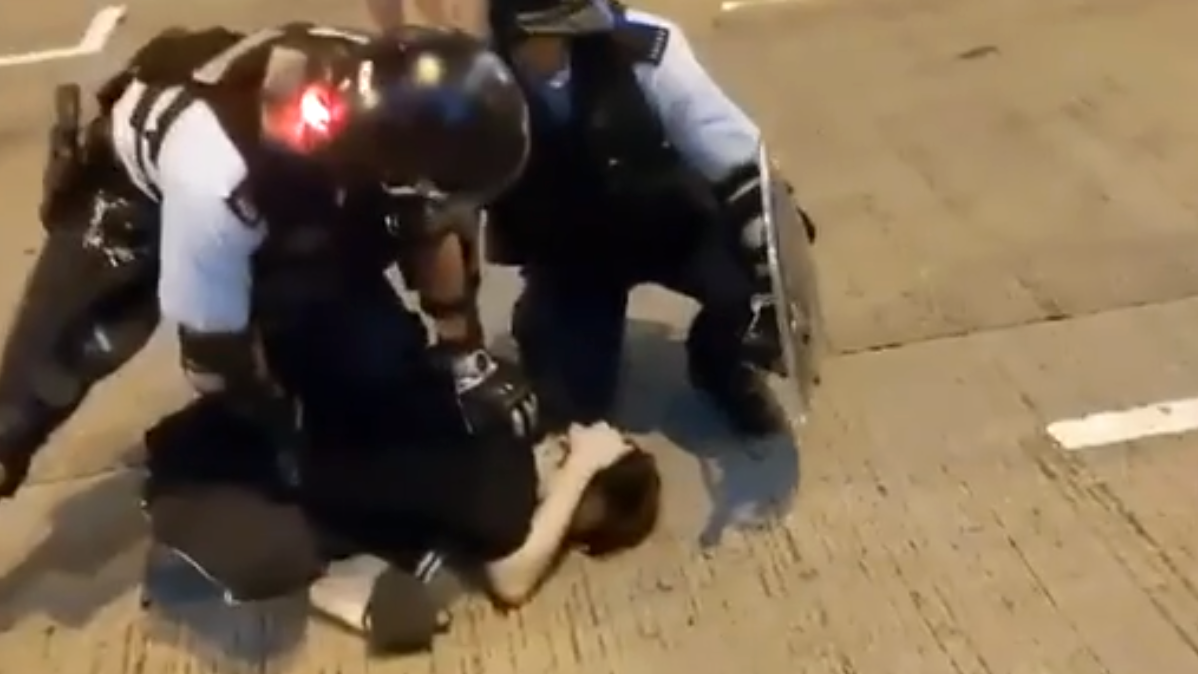
在深水埗，有人被多名警員制服在地上

到晚上，深水埗警署和沙田警署外有示威者聚集。深水埗警署的防暴警察在8月30日凌晨零時許在欽州街和桂林街兩面包抄，拘捕最少6人。其中一人制服後被多名警員包圍和以警棍擊打。有親友表示被拘捕人士只是參加《凜冬烈火：烏克蘭為自由而戰》放映會，沒有做任何違法行為。而警方拒絕義務團體的律師進入。而沙田警署有至少兩人因外出時沒有帶身份證而被帶走。而防暴警亦在禾輋邨和豐和邨之間天橋截查多名市民，包括落樓了解的街坊被警方當作非法集結而截查，其後獲得放行。

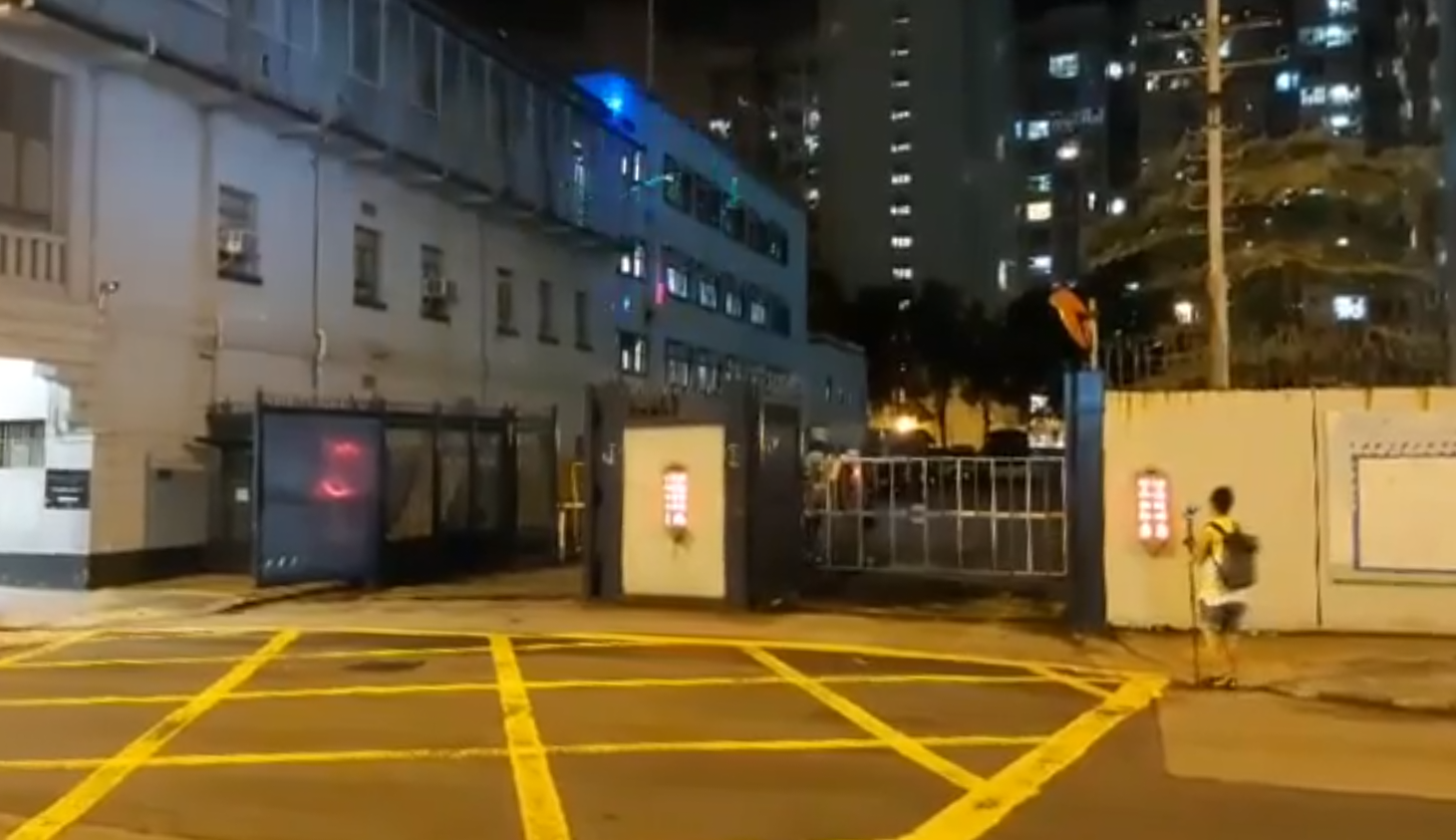
示威者手持雷射指示筆射向深水埗警署
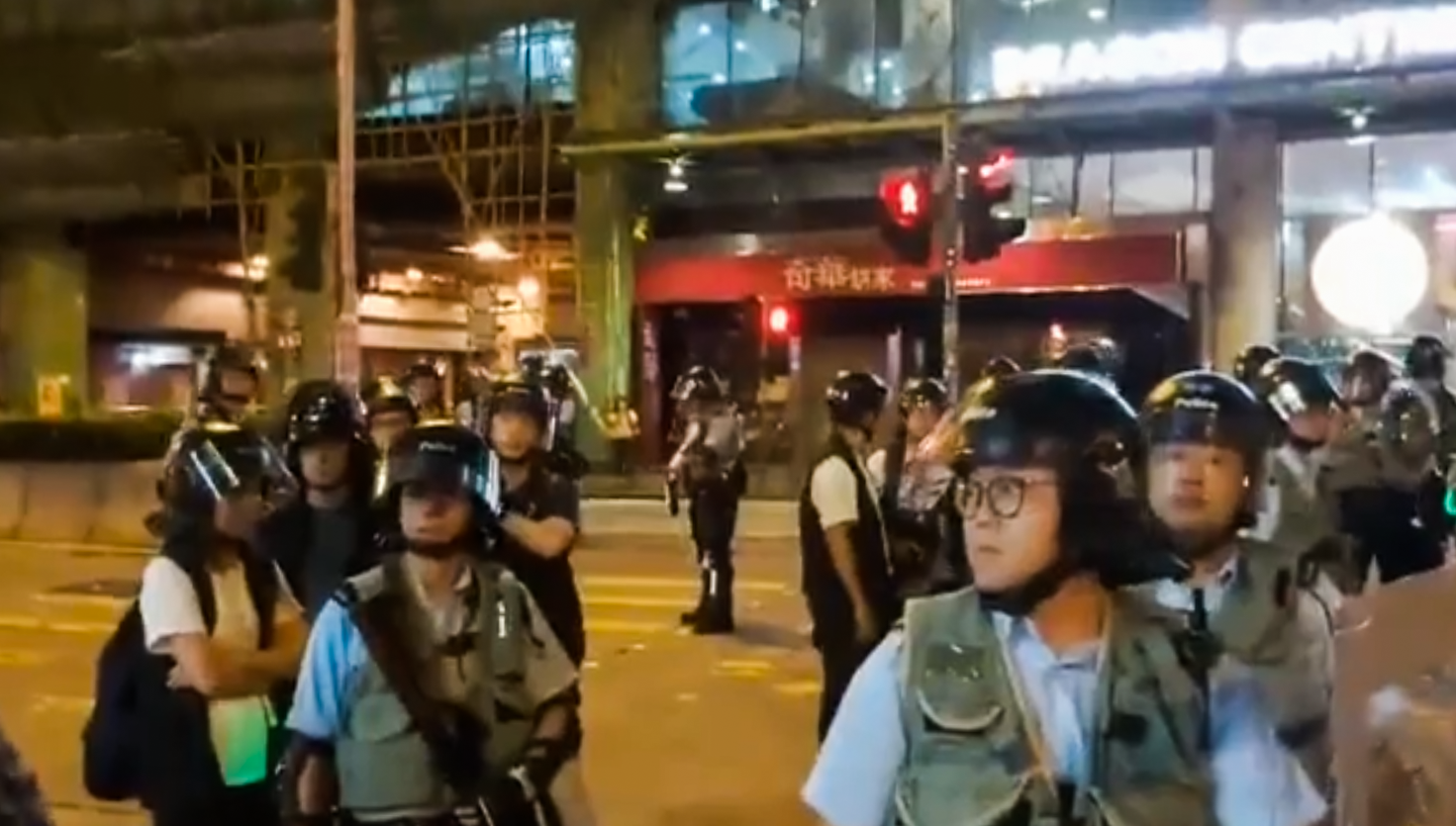
軍裝警員到欽州街
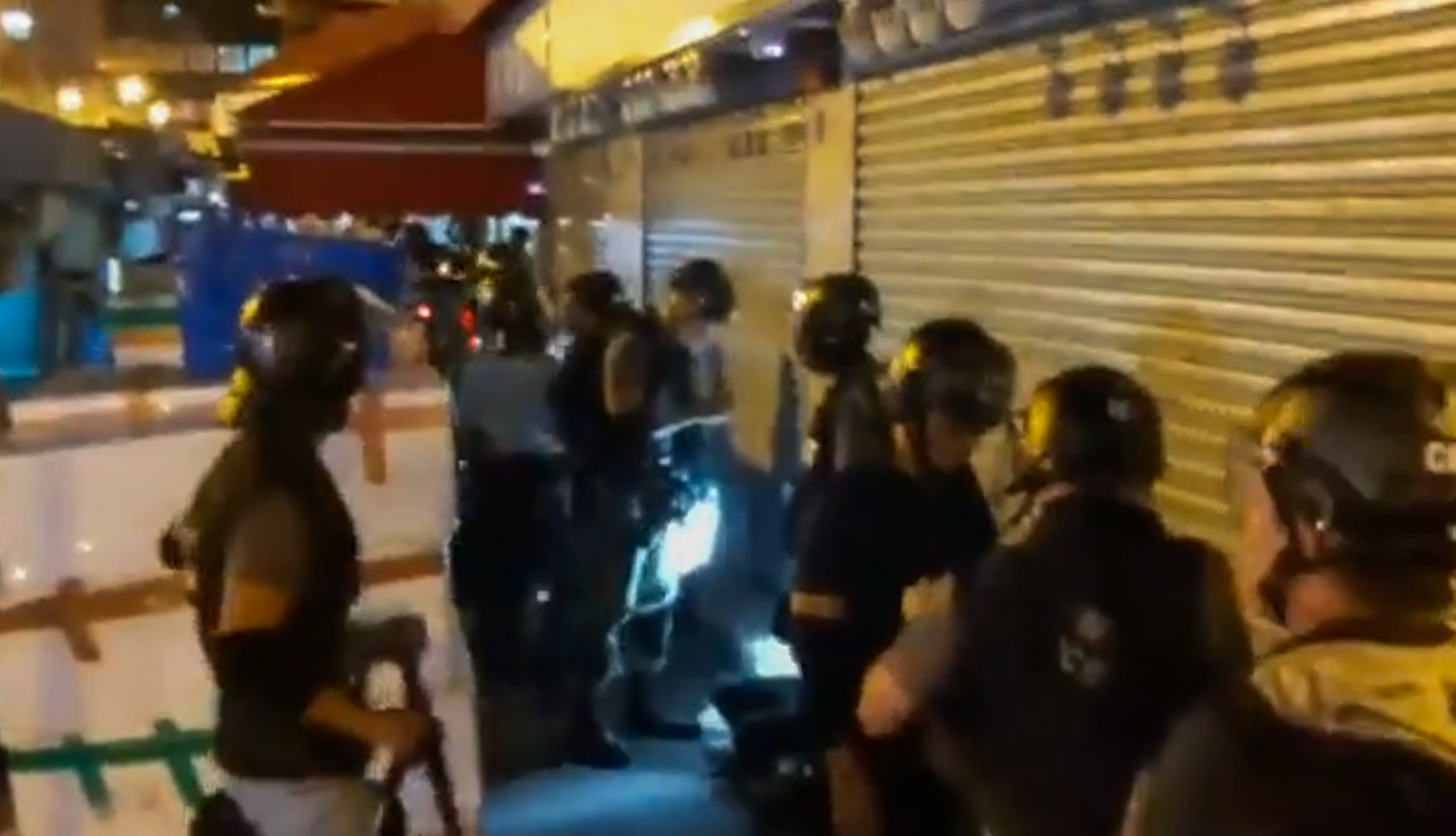
有市民被警員包圍，之後被帶走
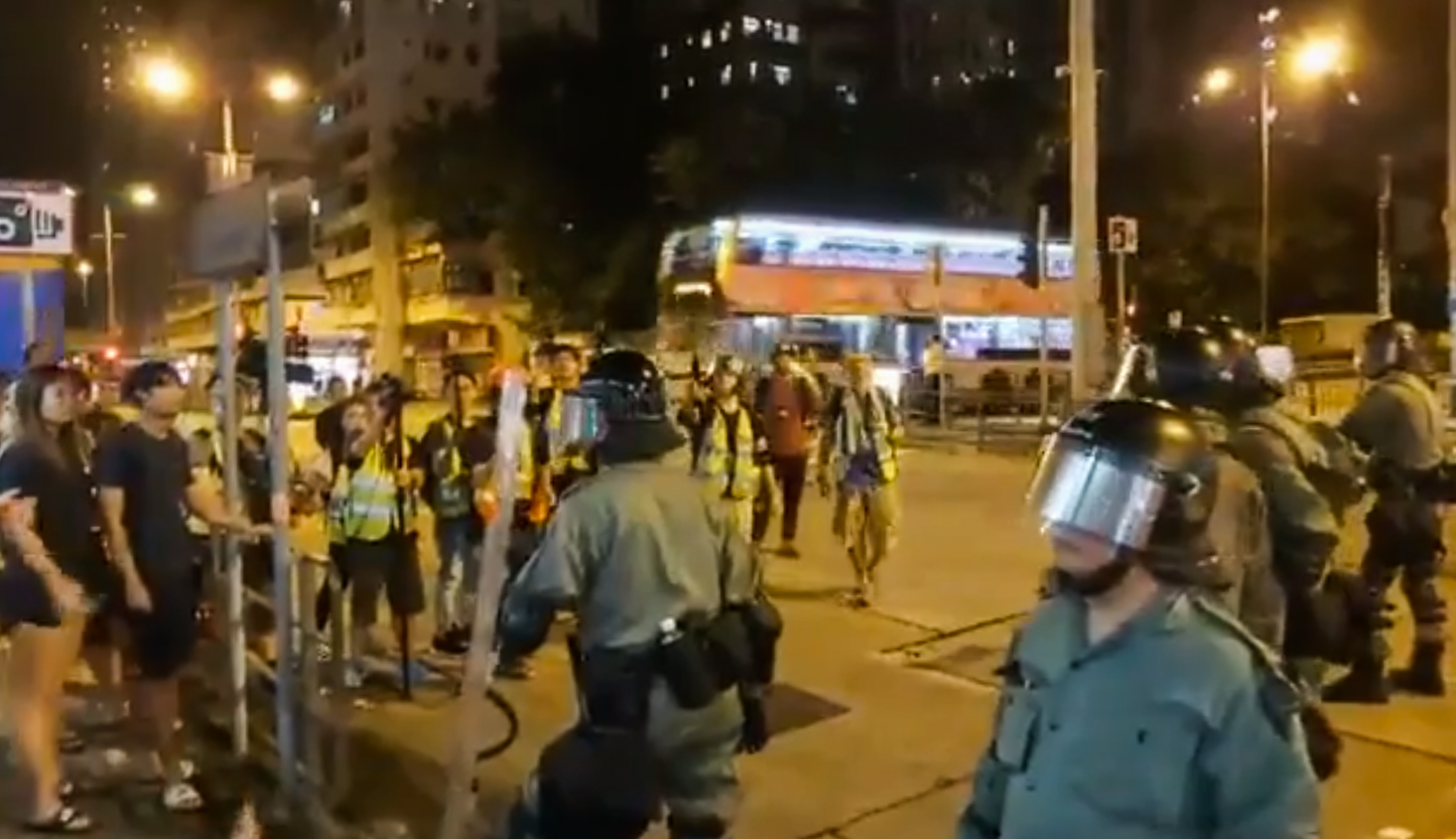
防暴警員到欽州街與荔枝角道戒備
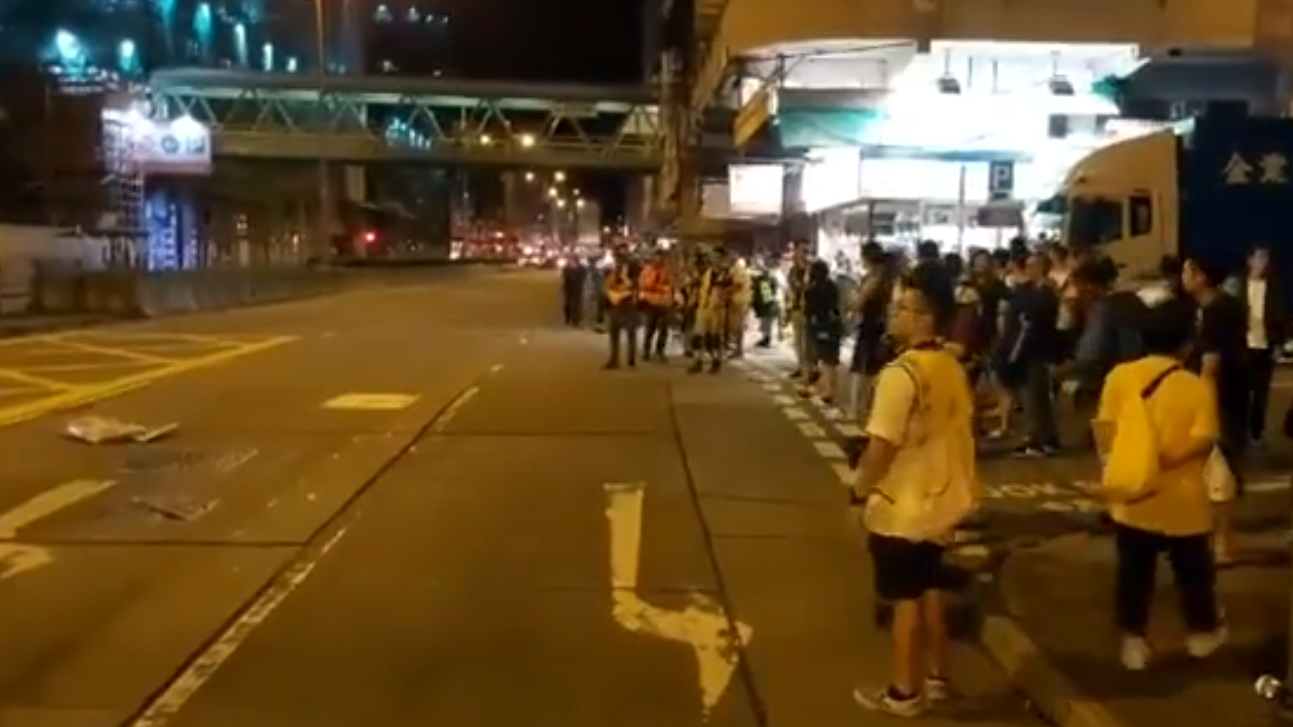
警員離開後，有人擺放雜物到欽州街

#### 起訴，提堂
警方西九龍總區重案組（專案調查）署理警司盧嘉晉表示，經調查蒐證及諮詢律政司意見，於2020年5月14日再次拘捕當日「踢保」獲釋的12人並通緝剩餘的1人，即12名被捕疑犯連早前獲保釋候查的2人和被起訴的3人合共17人，被正式落案控告參與暴動罪及公眾地方管有攻擊性武器等罪名。案件將在6月16日於九龍城裁判法院提堂。

### 法庭提堂

#### 深水埗警署暴動案
- 警方當日拘捕18名男女，其中3人 - 20歲李姓女學生，41歲戴姓汽車維修工人及26歲黎姓男學生暫被控一項「參與暴動」罪，控罪指，3人在2019年8月29日深水埗警署對面連同其他不知名者參與暴動。原本要在8月31日在九龍城裁判法院提堂，但3人要留醫，辯方指首被告因骨傷，次被告因身體不適，而第3被告則因身體擦傷，均要留醫到9月2日才能見到醫生，因此缺席聆訊，要求將案押後。裁判官遂決定將案押後至9月3日再提訊。3名留院的被告分別出院，黎姓被告於9月2日上庭；而李姓被和及戴姓被告於9月3日上庭。控方呈上顯示被告裝備的相片，指李藏有鐳射筆，為了讓警方作進一步調查、檢驗隨身物品、蒐集證人等，申請押後案件，不反對被告保釋。裁判官指考慮過案件嚴重性及被告潛逃風險後，准3人以5000元保釋，期間不得離港，須守晚10朝6的宵禁令，並頒下禁足令，不得進入深水埗警署外100米範圍。案件押後至11月11日再訊。

- 3名13歲至15歲的男女被告於8月31日被押解九龍城裁判法院少年庭提訊，控方指當晚有約70人聚集在深水埗警署外叫囂，當中5人向警署掟磚，另又有人用鐳射光照射警署，警方曾舉藍旗及9度發出警告，但聚集人群未理會。其後警方驅散及拘捕案中3名男女童，並在13歲女童身上搜出觀星筆和口罩，15歲女童身上搜出呼吸器、鐳射槍、口罩、繃帶、紗布、防護裝備及治療肌肉酸痛的物品等，15歲男童則身穿黑衫及戴黑口罩。

辯方指男童當日到深水埗與同學觀看關於烏克蘭示威者的紀錄片，因怕被認出才戴口罩，他只是回家時路過人群聚集處才被捕。裁判官質疑男童為何懼怕，辯方則解釋可能電影與警察有關。裁判官又質疑對方為何要外出觀賞紀錄片，反問：「上Youtube大把片有得睇啦，唔好同我講青少年唔會上網搵片睇。」要求警方送檢男童手機，坦言「被捕一定有原因」，建議警方考慮會否作出刑事起訴。
至於在15歲女童身上搜出呼吸器等物件，辯方大律師聲稱女童身上的不是鐳射槍，而是可照眼的電筒。又稱當日女童到深水埗警署前在車站轉車，只停留了一陣，已見到一次藍旗，不知有人掟磚。裁判官質問女童身上怎會有防護裝備，女童回應稱：「現在出街都會隨身帶住，因為唔知幾時放催淚彈。」
裁判官則指警方清場行動時有多達9次警告及舉藍旗作警告，「兵荒馬亂」之際3人仍沒有離開現場，鑑於場面混亂危險，認為不能照顧好自己，父母亦無能力監管，決定先頒下保護令保障他們的安全，3人需交由屯門兒童及青少年院看管，以便為他們索取社署福利官報告。案件押後至9月27日再提訊。
深水埗警署外發生警民衝突後9個月，警方正式落案起訴14人，2020年6月16日於九龍城裁判法院提堂。
被告有10人為學生（7男3女，年齡介乎14至21歲）；3名男子報稱無業（18至28歲）和25歲男廚師被控暴動罪，他們被控在2019年8月29日在深水埗警署對出的欽洲街一帶參與暴動；25歲顧姓男子，28歲冼姓男子，14歲某姓女子被加控公眾地方管有攻擊性武器罪，他們各涉管有一個能發出鐳射光束的裝置。各被告獲准以1,000至5,000元不等保釋。控方提出附加宵禁令、禁足令和不准離港作為保釋條件，部份被告反對。惟裁判官聽罷陳詞後，認為有需要向所有被告施加上述條件。而早前被控暴動罪的20歲女子、41歲男子、26歲男子，將連同14名被告於7月7日轉介至區域法院再訊。李姓女子遭加控一項公眾地方管有攻擊性武器罪，指她涉攜有一個能發出鐳射光束的裝置。案件在2022年底開審後，第2被告開審前認罪，還押候判。在2023年1月7日，西九龍裁判法院法官游德康裁定4人暴動罪成，另外4人罪名不成立。暴動罪成被告當中，20歲首被告另被控「在公眾地方管有攻擊性武器」罪，罪名不成立。法官形容罪名不成立的被告當時就如「百無聊賴的人，漫無目的在現場流連，打不定主意自己要做甚麼。」到2023年2月4日判刑當日，辯方引述案例指，本案暴動的人數和規模「屬最輕」，無施放催淚彈，亦無堵路或對峙場面。法官游德康判刑時指，接納本案滋擾程度不算嚴重，較同類案件輕，但本案暴動針對警署，指有人向警署擲磚是「直接挑戰法治社會的最前線」。最後3人被判囚22月至32月，2名年輕被告被判入教導所。
2023年3月2日，一名23歲兼職電腦技術員在事發逾3年後被控一項暴動罪，被告暫毋須答辯，裁判官把案件押後至4月13日再訊，被告獲准以5000元保釋。到2023年5月3日，辯方指被告擬認罪，案件押後至12月13日答辯和求情，法官高勁修批准被告續准保釋。
8人被控在深水埗警署對出的欽州街一帶，連同「米奇雲」及其他身分不詳的人參與暴動。兩人和一名13歲女童，另各被控公眾地方管有攻擊性武器罪，其中一名 25 歲廚師在開審前認罪。另 7 人否認控罪受審，其中 4 人案發時均未成年，最小年僅 13 歲。到2023年7月11日，法官王詩麗在區域法院裁定28歲男子無行為能力下而不適宜受審，當庭釋放，並希望他接受精神治療。另外 6 人均暴動罪成。其中案發時 13 歲少女，辯方爭議其年齡在法律上假定為「無犯罪能力」。法官形容她是正接受教育及接近 14 歲的少女，絕不可能會認為警方行動只是兒時「兵捉賊」的玩意。案發時情況顯示她並非頑皮搗蛋和搞惡作劇，而是有犯罪能力，自知行為嚴重不當。案件押後至 7 月 27 日求情，8 月 2 日判刑，期間所有罪成被告還押，並為4名未滿 21 歲被告索取院所報告。到8月2日，法官王詩麗判刑時指，案發於人煙稠密的深水埗，現場有人於馬路噴漆、阻塞交通、於馬路飛奔，影響他人。示威者又以鐳射筆照射警署，大聲辱罵警員，其行為針對警署，公然挑戰執法者。而眾被告有所準備，帶備口罩、急救用品、防毒面具、電筒及鐳射筆到場犯案。但法官接納根據本案暴動範圍、人數、時間，認為嚴重性較同類案件低。判當中3名成年被告監禁24至32個月，另外 4 名仍未滿 21 歲的被告入教導所。

## 30日

### 多個團體晚上於中環集會

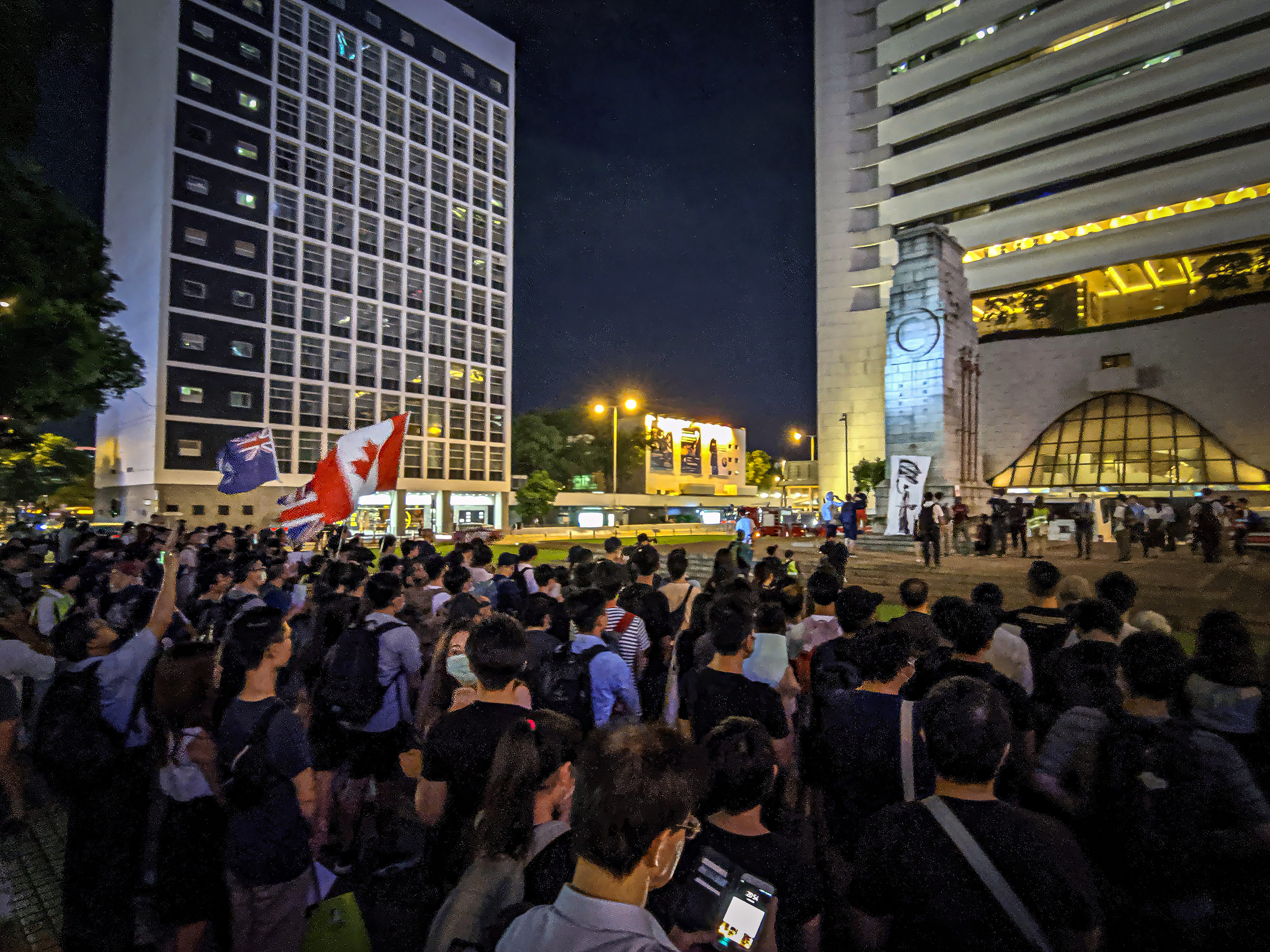
晚上，中環中環和平紀念碑有數百名市民參與「感謝勇武 X 重光紀念日」活動，紀念1945年日軍戰敗投降後香港重光

數百人於中環遮打花園舉行「香港動物醫護界向催淚彈說不」集會，關注警方使用催淚氣體危害寵物、流浪動物以及香港市民，要求警方停止。有與會人士不滿警方攜帶警犬到示威前線，認為此舉傷害警犬。
中環和平紀念碑亦有數百名市民參與「感謝勇武 X 重光紀念日」活動，紀念1945年日軍戰敗投降後香港重光。有參與人士手掩右眼，向早前示威期間右眼爆裂女子致意。
皇后像廣場與終審法院大樓之間的行人通道亦有約有 200 至 300 人聚集，參與「Hope 敬拜祈禱會」，合唱宗教歌曲。

### 多名參與運動人士被拘捕
前香港民族黨召集人陳浩天8月29日晚上在香港國際機場出境時被警察逮捕，他被指在7月13日「光復上水」遊行期間參與暴動及襲警。8月30日清晨，警方持搜查令到香港大學學生會前會長孫曉嵐家中，以涉嫌「串謀摧毀及損壞財產」與「進入或逗留會議廳範圍」罪名進行拘捕。惟當時孫曉嵐不在家中，她於同日下午2時半由律師陪同到灣仔警察總部。
早上，香港眾志秘書長黃之鋒和成員周庭被警方拘捕，主席林朗彥亦同時被控，惟因林不在香港而尚未被捕。案件於同日下午在東區裁判法院提堂。黃之鋒指警方進行拘捕時沒有出示任何證件，令他被捕時不肯定對方是否警察。沙田區議員許銳宇被警方以「妨礙警務人員執行職務」罪名拘捕，帶往觀塘警署拘留。據報與7月14日在新城市廣場衝突中有關。
下午，立法會議員鄭松泰在天水圍被警方以「串謀刑事毀壞」罪名拘捕。立法會議員區諾軒涉嫌襲警及阻差辦公在觀塘秀茂坪被捕，譚文豪亦在家中被拘捕。何韻詩認為警方一連串的拘捕行動只會激發民憤，不會令示威活動停止。
2019年9月1日，除陳浩天外其餘各人均獲准保釋。《人民日報》發表題為「速將暴力禍港分子繩之以法。」的文章，指必須追究幕後策劃者、組織者和指揮者的刑事責任。
|         | 政黨                      | 職務                 | 罪名                                                                         | 涉及衝突 | 參考資料        |
| 8月29日 | 8月29日                   | 8月29日              | 8月29日                                                                      | 8月29日  | 8月29日         |
| ------- | ------------------------- | -------------------- | ---------------------------------------------------------------------------- | -------- | --------------- |
| 陳浩天  | 香港民族黨召集人          |                      | - 參與暴動 - 襲警                                                            | 7·13     | [ 167 ] [ 168 ] |
| 8月30日 |                           |                      |                                                                              |          |                 |
| 黃之鋒  | 香港眾志秘書長            |                      | - 煽惑他人明知而參與未經批准集結 - 組織未經批准集結 - 明知而參與未經批准集結 | 6·21     | [ 169 ] [ 170 ] |
| 周庭    | 香港眾志副秘書長          |                      | - 煽惑他人明知而參與未經批准集結 - 明知而參與未經批准集結                    | 6·21     | [ 169 ]         |
| 林朗彥  | 香港眾志主席              |                      | - 煽惑他人明知而參與未經批准集結 （被控告時不在港）                          | 6·21     |                 |
| 許銳宇  | 沙田區政成員 區政聯盟成員 | 沙田區區議員         | - 阻礙警務人員執行職務                                                       | 7·14     | [ 156 ] [ 171 ] |
| 孫曉嵐  |                           | 香港大學學生會前會長 | - 串謀摧毀及損壞財產 - 進入或逗留會議廳範圍                                  | 7·1      | [ 172 ]         |
| 鄭松泰  | 熱血公民主席              | 立法會議員           | - 串謀刑事毁壞                                                               | 7·1      | [ 173 ] [ 174 ] |
| 區諾軒  |                           | 立法會議員           | - 襲警 - 阻礙警務人員執行職務                                                | 7.7      | [ 175 ]         |
| 譚文豪  | 公民黨黨員                | 立法會議員           | - 阻礙警務人員執行職務                                                       | 7.7      | [ 176 ]         |

## 31日

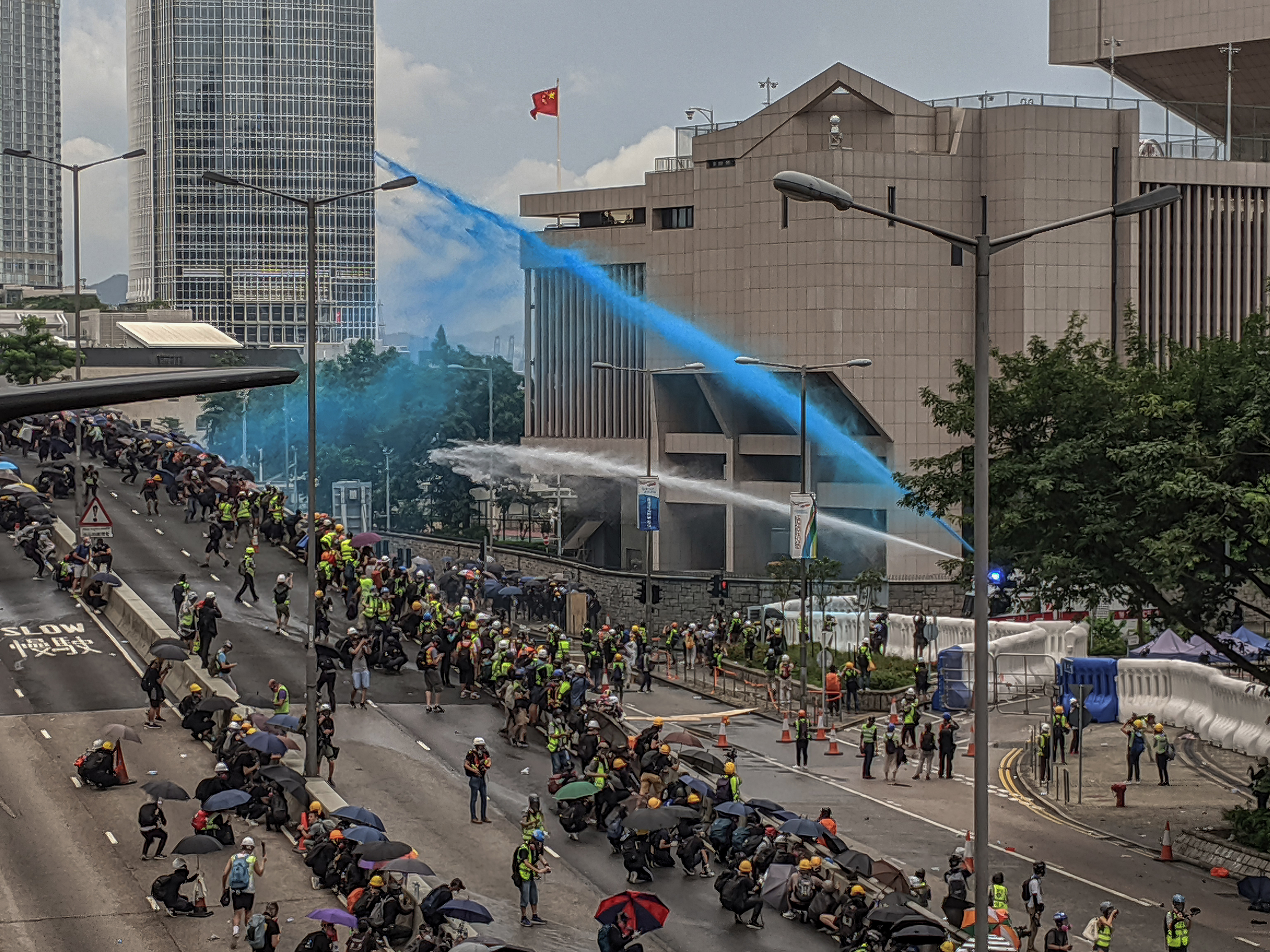
在金鐘衝突中，警方出動水炮車驅散，並首度發射藍色水劑

### 國難五金負責人及職員被捕
8月31日下午，警方接獲報案指有人在西區第三街的五金鋪「國難五金」分發懷疑攻擊性武器。逾50名警員到場搜查後拘捕8名年齡介乎19至35歲的男女，涉嫌「藏有攻擊性武器」。行動期間，警員檢獲通渠水、噴壺、油漆、斧頭、棒球、電動棒球發射器，及大量懷疑虛假的記者證。案件交由西區警區重案組跟進。

### 太子站襲擊事件
晚上10時45分，港鐵太子站有大批市民滯留。在觀塘綫往調景嶺方向的列車（A167/A168）車廂內，有市民與「藍絲」的中年人發生爭執，並手持刀具和雨傘打傷示威者。示威者使用滅火器驅趕中年人後，現場有人報警，列車隨後停駛。港鐵到10時53分在站內響起警報，表示發生嚴重事故，需要關閉車站和要求所有乘客離開。
到晚上11時，近100名速龍小隊成員和防暴警察衝入往中環方向的4號月台和列車（A257/A282），以警棍毆打在場普通市民，並向他們噴射胡椒噴霧。多名市民被制服在地並且頭破血流，事後拘捕63人。警方以車站為「罪案現場」為由，驅趕在場記者，亦不容許站外記者進入月台採訪。而3名急救員在油麻地站前往大堂的樓梯中，被防暴警察要求面壁，不得進入站內救治傷者。有急救員在表明身份情況下被捕。事後有立法會議員批評事件為「元朗恐襲2.0」。